# Lourinhã
A Lourinhã é uma vila portuguesa sede do município homónimo que faz parte do Distrito de Lisboa. Pertenceu à província histórica da Estremadura, situando-se no litoral da região Oeste e na extremidade noroeste do distrito, possuindo uma área total de 147,17 km² e 26 246 habitantes (em 2021).

## Etimologia
A etimologia de Lourinhã é pouco conhecida. Parece ser de origem romana, numa vila (povoação ou casa de campo) romana denominada Laurinianum,  Laurinius ou Louriana.[carece de fontes?]
Por sua vez pode provir de "laurus" ou Laurius , da palavra latina que significa loureiro, árvore em tempos abundante na região.
A origem do nome Lourinhã está ligada à existência de uma povoação romana. No século XII, foi D. Afonso Henriques quem concedeu ao francês D. Jordão as terras da Lourinhã pelos serviços prestados na conquista de Lisboa aos mouros.

## História

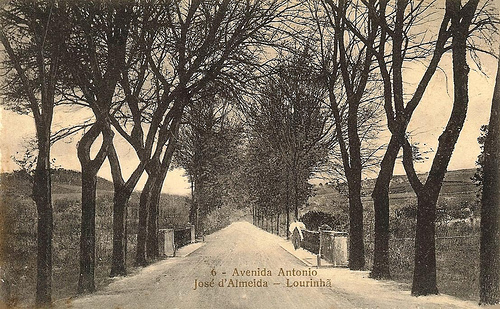
Avenida António José Almeida em 1914

A região da Lourinhã foi habitada desde os tempos da pré-história. O Museu GEAL da Lourinhã tem vestígios e objectos da presença humana na região desde o Paleolítico do Neolítico e também do Calcolítico.
Foram várias vagas sucessivas de povos que deixarem as marcas da sua passagem na região até à chegada dos romanos; esta acção civilizadora moldou definitivamente o modo de vida das populações nessa região.
A origem da vila medieval está ligada a D. Jordão, um cavaleiro francês que participou no cerco bem-sucedido de Lisboa em 1147. O rei Afonso Henriques concedeu a Jordão a região da Lourinhã e permitiu que concedesse um foral aos seus colonos em 1160.
O primeiro foral foi atribuído por D. Jordão em 1160 e depois confirmado por Sancho I em 1218 e por D. Afonso III em 1251. Um novo foral foi concedido por D. Manuel I, em 1512.
D. Jordão mandou construir a Igreja do Castelo, na segunda metade do século XIV. Foi construída junto das muralhas do antigo castelo (hoje desaparecido).
Os direitos da Lourinhã foram confirmados por cartas do rei Sancho I em 1218 e outra vez por Afonso III em 1258. A paróquia da Lourinhã transformou-se numa das mais ricas da diocese de Lisboa, reflectindo-se essa riqueza na sua igreja principal, um exemplo fino da arquitectura gótica portuguesa do século XIV. Os trabalhos góticos da igreja principal foram patrocinados por Lourenço Vicente, um arcebispo de Lourinhã nascido em Braga que recebeu a vila como uma doação do rei João I em 1384.

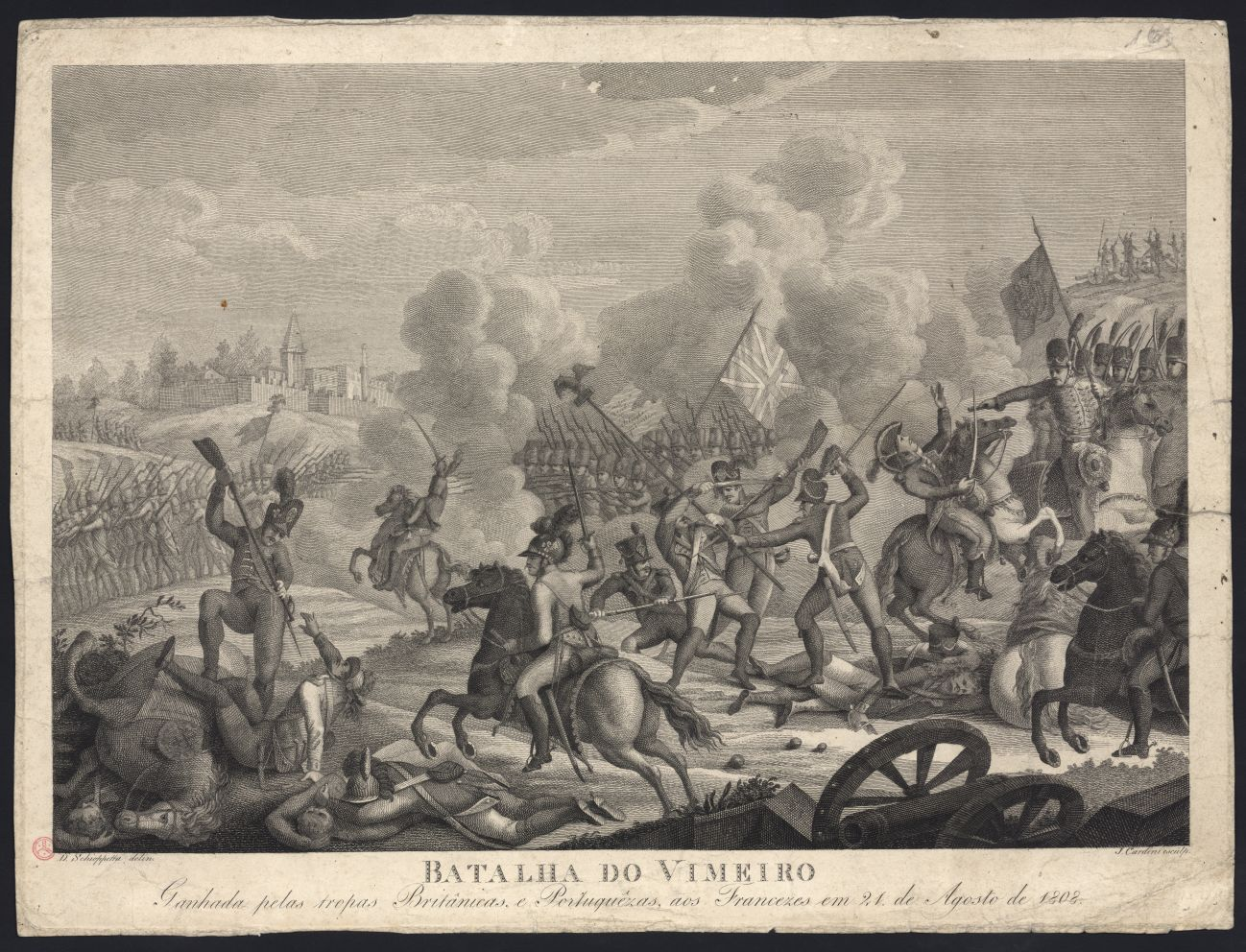
Pintura que representa a Victoria dos Luso-inglês no Vimeiro

No século XVI, a Igreja do Convento Santo António da Lourinhã, uma igreja de Misericórdia e uma caridade (1586) foram fundadas na Lourinhã.
A Misericórdia (mercê), uma caridade religiosa, abriga agora um museu com pinturas proeminentes do renascimento,
entre as quais, as mais importantes foram feitas pela mão de um pintor misterioso do século XVI, apelidado de Mestre da Lourinhã.
No dia 21 de Agosto de 1808, teve lugar na freguesia do Vimeiro uma das batalhas da Guerra Peninsular, entre as tropas luso-inglesas e as tropas francesas. O concelho da Lourinhã estava sob domínio francês, mas depois a Convenção de Sintra faz sair os franceses de Portugal.
[carece de fontes?], a infraestrutura da municipalidade foi modernizada com estradas, água canalizada e luz eléctrica, assim como, melhorias no sistema educativo. A economia permaneceu na maior parte dependente da agricultura e da pesca.
Este concelho foi atingido pela primeira Invasão Francesa no dia 21 de Agosto de 1808. A Batalha do Vimeiro teve lugar na sua freguesia do Vimeiro.

### Romanos
Muitos povos passaram pela Lourinhã ao longo dos séculos, os Iberos, os Fenícios, os Gregos, os Túrdulos, os Cartagineses e os Romanos.
A Lourinhã teve origem numa vila romana, Laurinius. Esta vila era banhada por um braço de mar, pelo que tinha um porto navegável. Actualmente, devido à retracção marinha, a vila é apenas banhada por um pequeno rio denominado Rio Grande.
O surgimento do nome Lourinhã está, segundo algumas versões ligado à existência de uma povoação romana chamada Louriana, no entanto, a mais aceitável é a de D. Afonso Henriques ter concedido ao fidalgo francês D. Jordão as terras hoje conhecidas por Lourinhã.

## Geografia
Esta vila dispõe de acessibilidades às principais cidades de Portugal e a Lisboa, da qual dista 63 quilómetros, designadamente graças à A8. O município da Lourinhã é limitado no norte pelos municípios de Peniche e Óbidos, a sul pelo município de Torres Vedras, a este pelos municípios do Bombarral e do Cadaval e a Oeste pelo Oceano Atlântico.

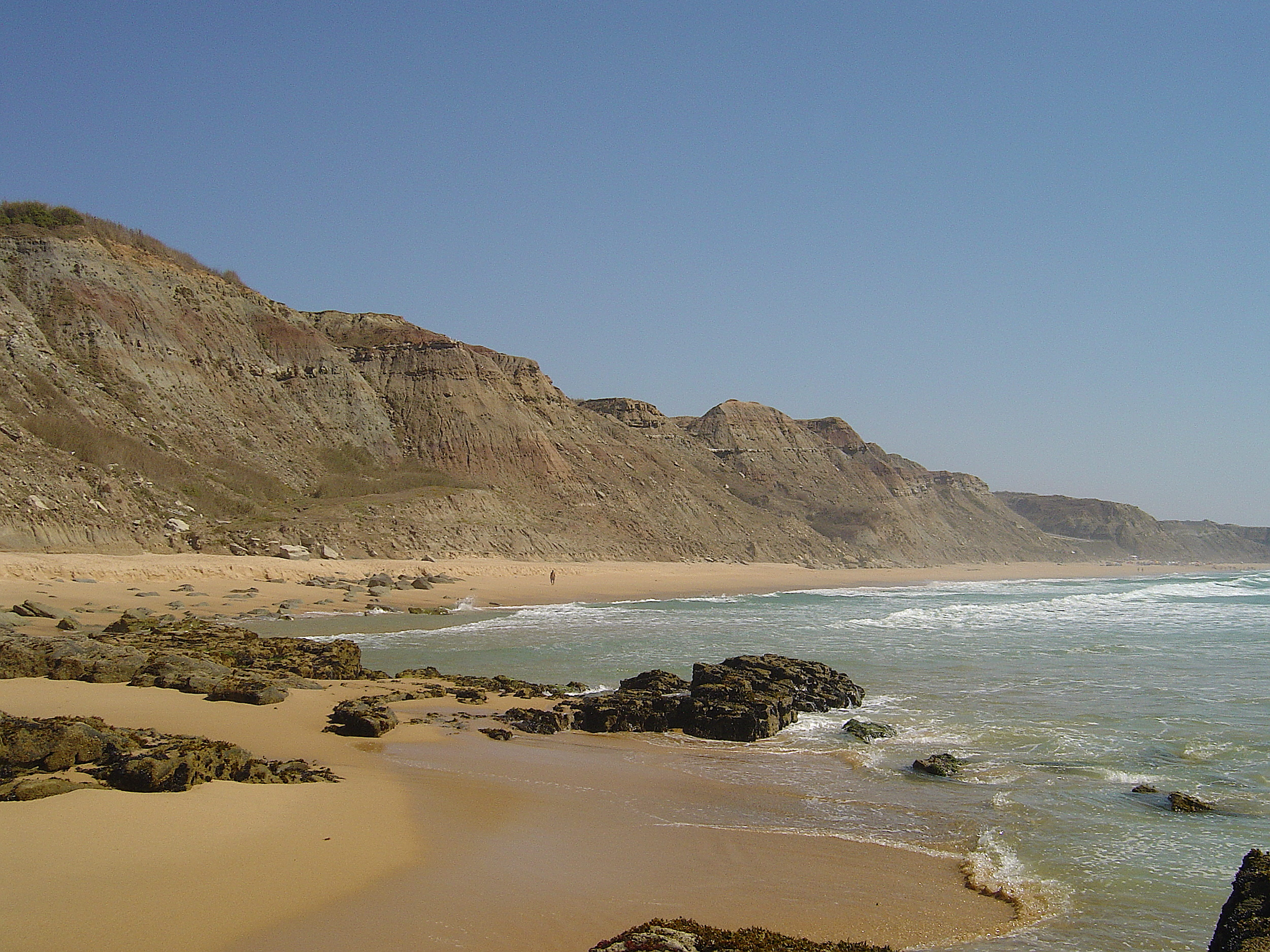
Parte sul da Praia da Peralta, Atalaia.

Com 147,2 km², a Lourinhã está situada a 65 quilómetros ao norte de Lisboa, Lourinhã é localizada na Região do Oeste, está cercada por 12 quilómetros de costa marítima. Ela inscreve-se na Estremadura Litoral da Região de Lisboa e Vale do Tejo.
O município é limitado no norte pelo distrito de Leiria e pelos municípios de Peniche e de Óbidos, a nordeste pelo Bombarral, a sueste pelo Cadaval, a sul por Torres Vedras e a oeste tem a costa do oceano Atlântico.
O território da Lourinhã é dividido por vários rios, o Rio Grande, o Rio Galvão, o Atouguia e mesmo ribeiras como a ribeira de São Domingos. Ao norte, a paisagem na costa é mais rochosa, as costas marítimas da Lourinhã, Atalaia e Ribamar são altas e com rochas, e são com abstente de arribas  como se verifica no Cabo Carvoeiro nos Arquipélago das Berlengas (Peniche).
Devido à sua dualidade geográfica é possível ter grandes áreas que permitem o desenvolvimento da agricultura; cerca de 80% da área do concelho é usada na agricultura, principalmente na cultura da Pêra Rocha, vinha e batata.
A Lourinhã, com um total de cerca de 26 000 habitantes, comporta oito freguesias: Atalaia, Lourinhã, Marteleira, Miragaia, Moita dos Ferreiros, Moledo, Reguengo Grande, Ribamar, Santa Bárbara, São Bartolomeu dos Galegos e a freguesia do Vimeiro.

### Geologia
A Lourinhã dá o nome a uma formação geológica do Jurássico Superior, denominada Formação da Lourinhã, rica e famosa pelos achados de dinossauros.

### Clima
Na Lourinhã, as temperaturas médias anuais são de 16°C. O concelho tem um clima oceânico pela sua proximidade do Oceano Atlântico.
As temperaturas podem variar no verão dos 24°C aos 30°C e as noites no concelho são frescas. No inverno, as temperaturas negativas são muita raras, mas podem ir até -4°, contudo, durante os anos de (2005 e 2006), o concelho foi afectado por queda de neve. A freguesia da Lourinhã é conhecida pela sua pluviosidade e é frequentemente afectada por cheias no Outono.

## Economia

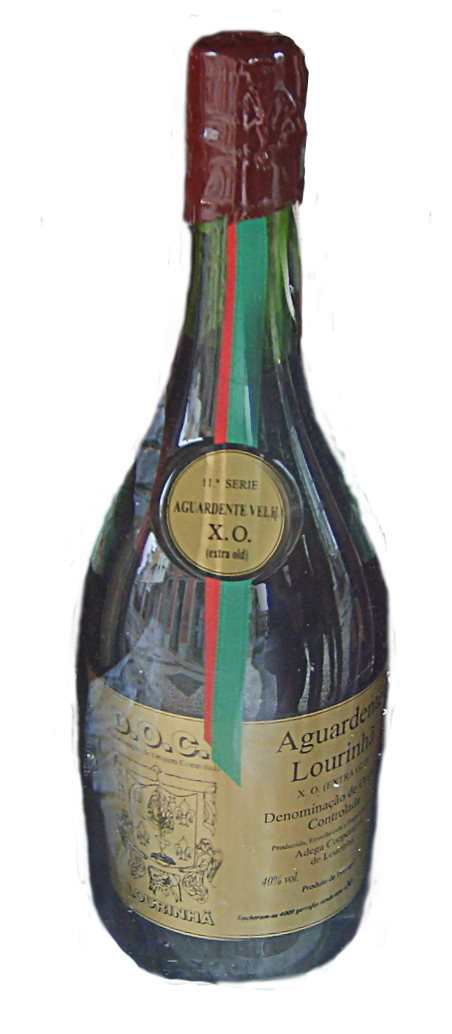
Aguardentes da Lourinhã

A economia da Lourinhã está principalmente dirigida para a pesca, a agricultura, o comércio, a agropecuária, a construção civil, a silvicultura e a indústria. Cerca de 80 % do território do município da Lourinhã é usado na agricultura, sendo as batatas, a pera Rocha, e as vinhas, a base da produção da Aguardente da Lourinhã, entre outros.
No ano de 1998 o Produto interno bruto per capita do município da Lourinhã estava a 739,8 €. Em 2003, estavam representadas 3111 empresas na Lourinhã (6 % do total das empresas no Oeste), a agricultura e pesca representava 16,5%; a construção 15,4% e o comércio por grosso e retalhos representava 30,4%.
O concelho da Lourinhã possui várias instalações comerciais, contando lojas e mercearias e existem várias superfícies comerciais de maiores dimensões como o Intermarché, Lidl, Intermarché, Agriloja, Pingo Doce e Minipreço, entre outros.
O Mercado Municipal da Lourinhã está localizado no centro da vila, junto à câmara municipal. Neste mercado encontram-se todos os produtos, desde frutas, legumes, peixe, carne, vestidos e álcool. Encontram-se também três talhos, cafés e churrasqueiras no rés-do-chão e um restaurante no primeiro andar.
A Lourinhã é um dos municípios portugueses produtores de vinhos, está localizada numa região em que o mar e a vegetação das planícies [carece de fontes?]
[carece de fontes?]
Em 1992 foi criada a Região Demarcada de Aguardente Vínica de Qualidade com Denominação de Origem Controlada "Lourinhã", a única do género em Portugal e terceira em toda a Europa, a seguir às famosas Cognac e do Armagnac.
O turismo é cada vez mais uma fonte de receitas importante, extraída pelas praias extensas e, mais recentemente, pelas reservas paleontológicas da municipalidade, que incluem ossos fossilizados, pegadas, ovos e mesmo os embriões de dinossauros do período jurássico. Muitos deles podem ser vistos hoje em dia no Museu da Lourinhã.

## Política

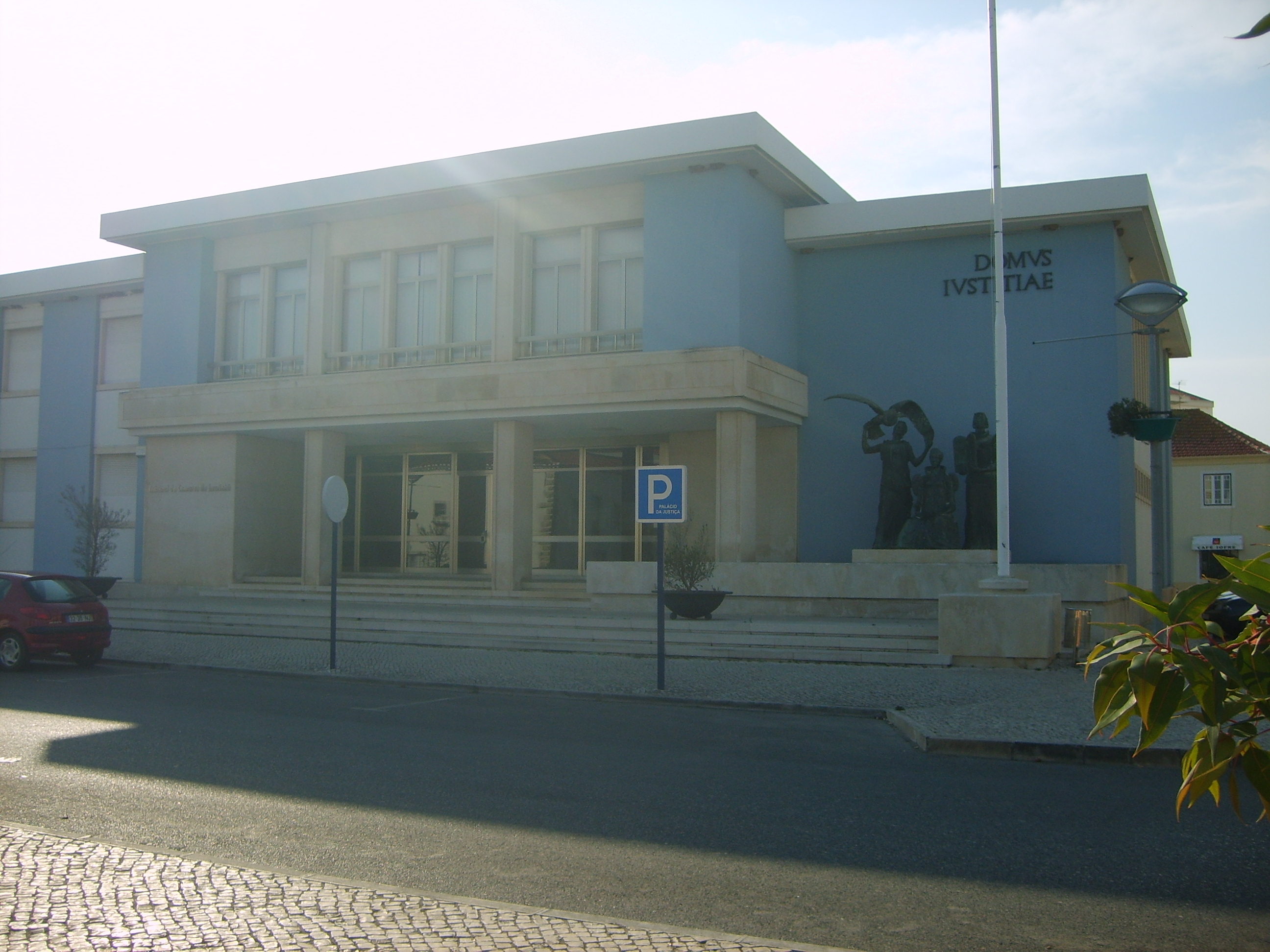
Palácio da Justiça da Lourinhã

O actual Presidente da Câmara Municipal da Lourinhã é João Duarte Carvalho, eleito pelo Partido Socialista.

### Organização administrativa
O município da Lourinhã é administrado por uma Câmara Municipal, composta por um presidente e seis vereadores. Existe uma Assembleia Municipal que é o órgão deliberativo do município, constituída por 29 membros (21 eleitos directamente).
Após as eleições de 26 de setembro de 2021, a composição dos órgãos autárquicos ficou a ser a seguinte:
| Órgão                           | PS | PPD/PSD - CDS-PP | CH | CDU |
| Eleitos na Câmara Municipal     | 4  | 3                | 0  | 0   |
| Membros da Assembleia Municipal | 15 | 11               | 2  | 1   |
| dos quais eleitos diretamente   | 9  | 9                | 2  | 1   |

### Assembleia Municipal da Lourinhã
A Assembleia Municipal da Lourinhã reúne cinco vezes por ano (Fevereiro, Abril, Junho, Setembro e Novembro ou Dezembro) para a aprovação dos programas de atividades e do orçamento apresentados pela Câmara Municipal.

### Eleições autárquicas[19]
| Data | %     | V     | %       | V       | %      | V      | %            | V            | %              | V  | %              | V          | %              | V       | %              | V   | %              | V  | %   | V   | %   | V   | %  | V  | Participação |                |
| Data | PS    | PS    | PPD/PSD | PPD/PSD | CDS-PP | CDS-PP | FEPU/APU/CDU | FEPU/APU/CDU | AD             | AD | PCTP/ MRPP     | PCTP/ MRPP | PSD-CDS        | PSD-CDS | PLD            | PLD | BE             | BE | ADN | ADN | MPT | MPT | CH | CH | Participação |                |
| ---- | ----- | ----- | ------- | ------- | ------ | ------ | ------------ | ------------ | -------------- | -- | -------------- | ---------- | -------------- | ------- | -------------- | --- | -------------- | -- | --- | --- | --- | --- | -- | -- | ------------ | -------------- |
| Data | 1976  | 38,94 | 3       | 32,68   | 3      | 19,04  | 1            | 4,23         | -              |    |                |            |                |         |                |     |                |    |     |     |     |     |    |    |              | 63,21 / 100,00 |
| 1979 | 47,20 | 4     | AD      | AD      | AD     | AD     | 2,66         | -            | 47,03          | 3  | 0,00           | -          | 76,44 / 100,00 |         |                |     |                |    |     |     |     |     |    |    |              |                |
| 1982 | 50,37 | 4     | AD      | AD      | AD     | AD     | 2,96         | -            | 42,62          | 3  |                |            | 70,20 / 100,00 |         |                |     |                |    |     |     |     |     |    |    |              |                |
| 1985 | 63,20 | 5     | 25,38   | 2       | 5,48   | -      | 2,64         | -            |                |    | 67,22 / 100,00 |            |                |         |                |     |                |    |     |     |     |     |    |    |              |                |
| 1989 | 49,39 | 4     | 39,35   | 3       | 6,18   | -      | 1,62         | -            | 64,54 / 100,00 |    |                |            |                |         |                |     |                |    |     |     |     |     |    |    |              |                |
| 1993 | 41,35 | 3     | 41,24   | 3       | 12,05  | 1      | 1,09         | -            | 65,75 / 100,00 |    |                |            |                |         |                |     |                |    |     |     |     |     |    |    |              |                |
| 1997 | 58,25 | 5     | 28,58   | 2       | 7,07   | -      | 1,82         | -            | 64,72 / 100,00 |    |                |            |                |         |                |     |                |    |     |     |     |     |    |    |              |                |
| 2001 | 51,46 | 4     | 38,77   | 3       | 3,42   | -      | 2,89         | -            | 62,62 / 100,00 |    |                |            |                |         |                |     |                |    |     |     |     |     |    |    |              |                |
| 2005 | 54,31 | 4     | CDS     | CDS     | PSD    | PSD    | 2,46         | -            | 39,25          | 3  | 64,98 / 100,00 |            |                |         |                |     |                |    |     |     |     |     |    |    |              |                |
| 2009 | 57,13 | 5     | 32,56   | 2       | 2,57   | -      | 3,82         | -            |                |    | 0,43           | -          | 59,72 / 100,00 |         |                |     |                |    |     |     |     |     |    |    |              |                |
| 2013 | 45,71 | 4     | CDS     | CDS     | PSD    | PSD    | 3,55         | -            | 41,31          | 3  |                |            | 1,92           | -       | 53,24 / 100,00 |     |                |    |     |     |     |     |    |    |              |                |
| 2017 | 47,58 | 4     | 32,39   | 3       | 9,18   | -      | 4,72         | -            |                |    |                |            | 0,52           | -       | CDS            | CDS | 54,86 / 100,00 |    |     |     |     |     |    |    |              |                |
| 2021 | 45,18 | 4     | CDS     | CDS     | PPSD   | PPSD   | 4,41         | -            | 34,28          | 3  |                |            |                |         | 10,61          | -   | 55,52 / 100,00 |    |     |     |     |     |    |    |              |                |

### Eleições legislativas
| Data | %     | %     | %     | %    | %     | %     | %        | %     | %     | %     | %    | %   | %       | % | %  | %  |
| Data | PS    | PSD   | CDS   | PCP  | UDP   | AD    | APU/ CDU | FRS   | PRD   | PSN   | B.E. | PAN | PSD CDS | L | CH | IL |
| ---- | ----- | ----- | ----- | ---- | ----- | ----- | -------- | ----- | ----- | ----- | ---- | --- | ------- | - | -- | -- |
| 1976 | 30,04 | 28,86 | 25,26 | 2,42 | 0,83  |       |          |       |       |       |      |     |         |   |    |    |
| 1979 | 28,19 | AD    | AD    | APU  | 0,93  | 59,59 | 4,82     |       |       |       |      |     |         |   |    |    |
| 1980 | FRS   | AD    | AD    | APU  | 0,79  | 60,50 | 3,92     | 26,94 |       |       |      |     |         |   |    |    |
| 1983 | 38,07 | 32,76 | 17,30 | APU  | PSR   |       | 4,82     |       |       |       |      |     |         |   |    |    |
| 1985 | 24,01 | 40,00 | 10,65 | APU  | 0,77  | 4,02  | 14,89    |       |       |       |      |     |         |   |    |    |
| 1987 | 18,77 | 67,82 | 3,86  | CDU  | 0,47  | 2,33  | 1,68     |       |       |       |      |     |         |   |    |    |
| 1991 | 19,57 | 70,30 | 3,43  | CDU  |       | 1,54  | 0,42     | 1,16  |       |       |      |     |         |   |    |    |
| 1995 | 32,78 | 50,79 | 10,34 | CDU  | 0,31  | 1,65  |          | 0,20  |       |       |      |     |         |   |    |    |
| 1999 | 36,55 | 44,32 | 10,60 | CDU  |       | 2,14  | 0,22     | 1,85  |       |       |      |     |         |   |    |    |
| 2002 | 27,76 | 53,92 | 11,10 | CDU  | 1,74  |       | 2,01     |       |       |       |      |     |         |   |    |    |
| 2005 | 37,32 | 40,46 | 9,15  | CDU  | 2,60  | 4,50  |          |       |       |       |      |     |         |   |    |    |
| 2009 | 29,61 | 35,36 | 14,55 | CDU  | 4,04  | 8,68  |          |       |       |       |      |     |         |   |    |    |
| 2011 | 19,49 | 50,50 | 12,10 | CDU  | 3,87  | 4,59  | 1,10     |       |       |       |      |     |         |   |    |    |
| 2015 | 23,59 | CDS   | PSD   | CDU  | 4,65  | 9,27  | 1,31     | 51,56 | 0,56  |       |      |     |         |   |    |    |
| 2019 | 32,98 | 32,54 | 5,01  | CDU  | 3,15  | 8,03  | 3,54     |       | 1,06  | 2,34  | 0,87 |     |         |   |    |    |
| 2022 | 35,35 | 33,05 | 1,84  | CDU  | 2,53  | 4,04  | 1,60     | 1,12  | 11,57 | 4,15  |      |     |         |   |    |    |
| 2024 | 20,83 | AD    | AD    | CDU  | 32,07 | 1,75  | 3,68     | 2,08  | 2,62  | 25,25 | 4,46 |     |         |   |    |    |
| 2025 | 17,14 | AD    | AD    | CDU  | 34,65 | 1,51  | 1,73     | 1,48  | 3,42  | 29,65 | 4,56 |     |         |   |    |    |

## População
| Número de habitantes | Número de habitantes | Número de habitantes | Número de habitantes | Número de habitantes | Número de habitantes | Número de habitantes | Número de habitantes | Número de habitantes | Número de habitantes | Número de habitantes | Número de habitantes | Número de habitantes | Número de habitantes | Número de habitantes | Número de habitantes |
| -------------------- | -------------------- | -------------------- | -------------------- | -------------------- | -------------------- | -------------------- | -------------------- | -------------------- | -------------------- | -------------------- | -------------------- | -------------------- | -------------------- | -------------------- | -------------------- |
| 1864                 | 1878                 | 1890                 | 1900                 | 1911                 | 1920                 | 1930                 | 1940                 | 1950                 | 1960                 | 1970                 | 1981                 | 1991                 | 2001                 | 2011                 | 2021                 |
| 7 270                | 9 421                | 11 216               | 12 154               | 13 708               | 15 177               | 17 049               | 20 040               | 21 820               | 22 927               | 19 659               | 21 245               | 21 596               | 23 265               | 25 735               | 26 240               |

(Obs.: Número de habitantes "residentes", ou seja, que tinham a residência oficial neste município à data em que os censos  se realizaram.)
| Número de habitantes por Grupo Etário | Número de habitantes por Grupo Etário | Número de habitantes por Grupo Etário | Número de habitantes por Grupo Etário | Número de habitantes por Grupo Etário | Número de habitantes por Grupo Etário | Número de habitantes por Grupo Etário | Número de habitantes por Grupo Etário | Número de habitantes por Grupo Etário | Número de habitantes por Grupo Etário | Número de habitantes por Grupo Etário | Número de habitantes por Grupo Etário | Número de habitantes por Grupo Etário | Número de habitantes por Grupo Etário |
| ------------------------------------- | ------------------------------------- | ------------------------------------- | ------------------------------------- | ------------------------------------- | ------------------------------------- | ------------------------------------- | ------------------------------------- | ------------------------------------- | ------------------------------------- | ------------------------------------- | ------------------------------------- | ------------------------------------- | ------------------------------------- |
|                                       | 1900                                  | 1911                                  | 1920                                  | 1930                                  | 1940                                  | 1950                                  | 1960                                  | 1970                                  | 1981                                  | 1991                                  | 2001                                  | 2011                                  | 2021                                  |
| 0-14 Anos                             | 7 214                                 | 8 785                                 | 8 640                                 | 8 795                                 | 10 154                                | 12 989                                | 28 416                                | 45 705                                | 74 096                                | 64 752                                | 3 753                                 | 3 968                                 | 3 516                                 |
| 15-24 Anos                            | 3 974                                 | 5 062                                 | 5 034                                 | 5 893                                 | 6 572                                 | 9 590                                 | 15 886                                | 24 025                                | 40 005                                | 53 614                                | 3 376                                 | 2 729                                 | 2 650                                 |
| 25-64 Anos                            | 9 655                                 | 11 097                                | 11 449                                | 12 732                                | 16 447                                | 24 744                                | 52 895                                | 87 795                                | 145 861                               | 177 466                               | 12 042                                | 13 987                                | 13 404                                |
| = ou > 65 Anos                        | 1 441                                 | 1 256                                 | 1 313                                 | 1 557                                 | 1 905                                 | 2 608                                 | 4 927                                 | 9 025                                 | 16 505                                | 26 326                                | 4 094                                 | 5 051                                 | 6 670                                 |

(Obs: De 1900 a 1950 os dados referem-se à população "de facto", ou seja, que estava presente no município à data em que os censos se realizaram. Daí que se registem algumas diferenças relativamente à designada população residente)
Os habitantes da Lourinhã são os Lourinhanenses. No primeiro censo de 1801, o concelho da Lourinhã tinha 3 366 habitantes. Em 2001 o município contabilizou 23 265 habitantes, uma evolução de + 7,7% face a 1991.
A taxa de natalidade do município é de 10,1%, sendo inferior à media da região do Oeste que regista uma taxa de 10,7%.
A taxa de natalidade (10,1%) é inferior à taxa de mortalidade (11,6%), tendo o concelho um crescimento negativo de 1,5%.
A população da Lourinhã está repartida desta maneira:
- 15,2 % com menos de 14 anos.
- 12,9 % de 15 até 24 anos.
- 55,1 % de 25 anos até os 64 anos.
- 16,7 % com mais de 65 anos.

A taxa de desemprego era de 5,5% neste concelho em 2001,  e 5% em 1991, o que corresponde a uma aumento de 0,5% em 10 anos.
Neste concelho o trabalho esta repartido do seguinte modo:
- Sector primário: 18,9 %
- Sector secundário: 31,9 %
- Sector terciário: 49,1 %

O município da Lourinhã dispõe de 130 alojamentos de "Habitação Social". Estas habitações estão reservadas para as pessoas em dificuldades. Desde há alguns anos, o município da Lourinhã vê chegar imigrantes, principalmente dos países da Europa de Leste mas também da África e da China.
No concelho da Lourinhã o sector da construção civil é bastante importante. O centro da Lourinhã tem várias construções de prédios, e a freguesia da Lourinhã está cada vez mais urbanizada. A freguesia de São Bartolomeu dos Galegos está também em claro crescimento urbano.

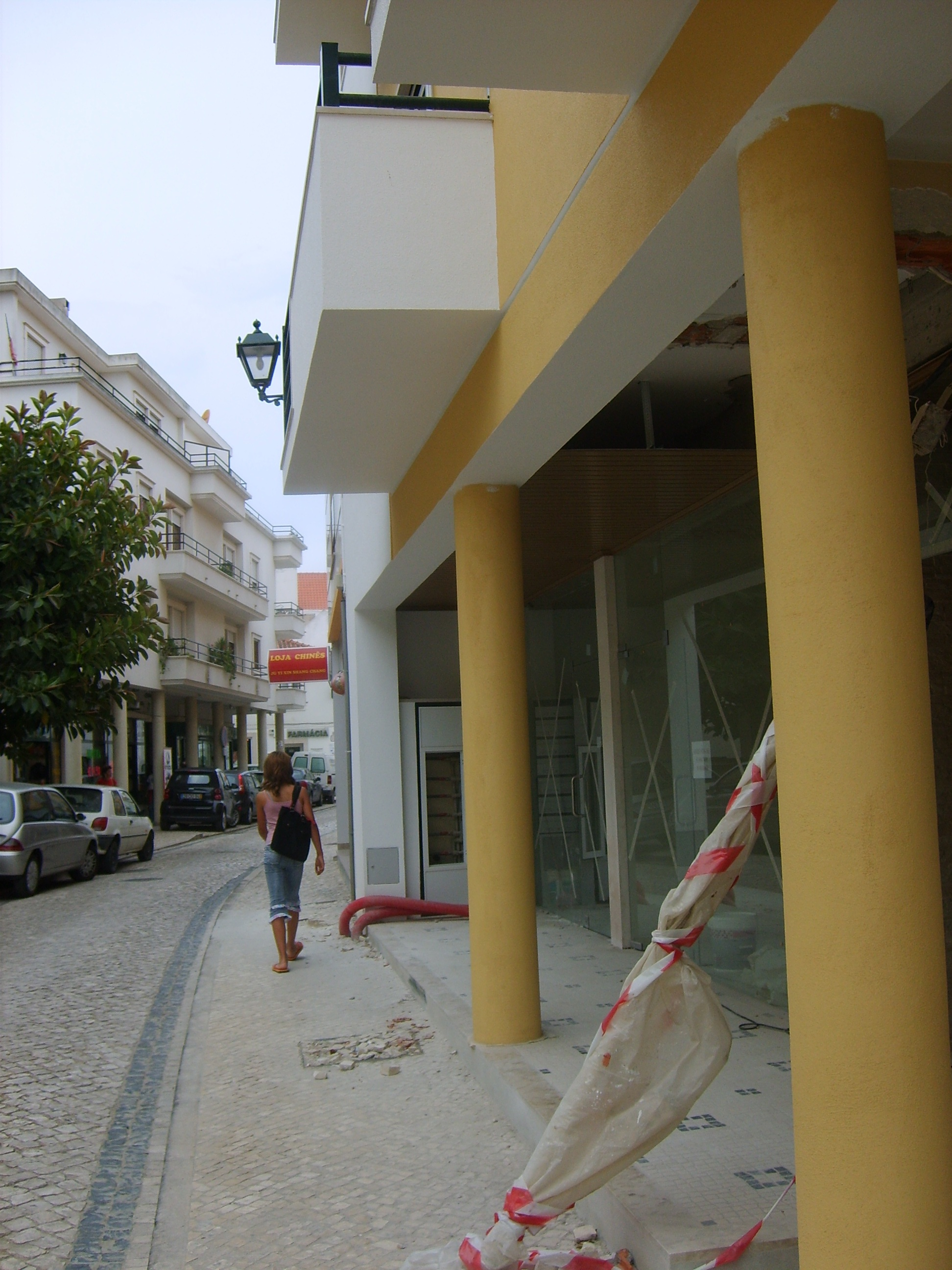
Prédio no centro da vila
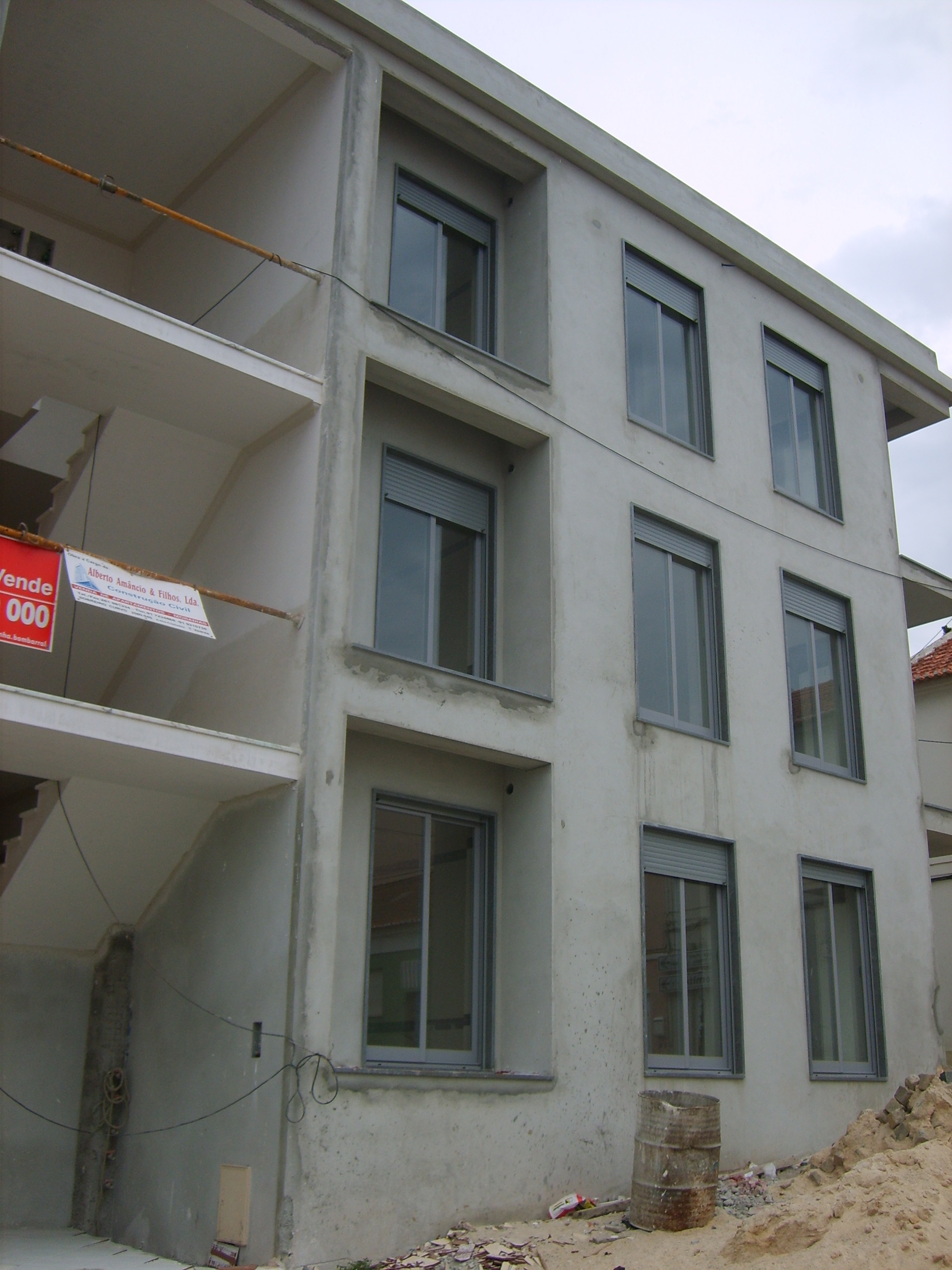
Prédio perto da Igreja do Castelo
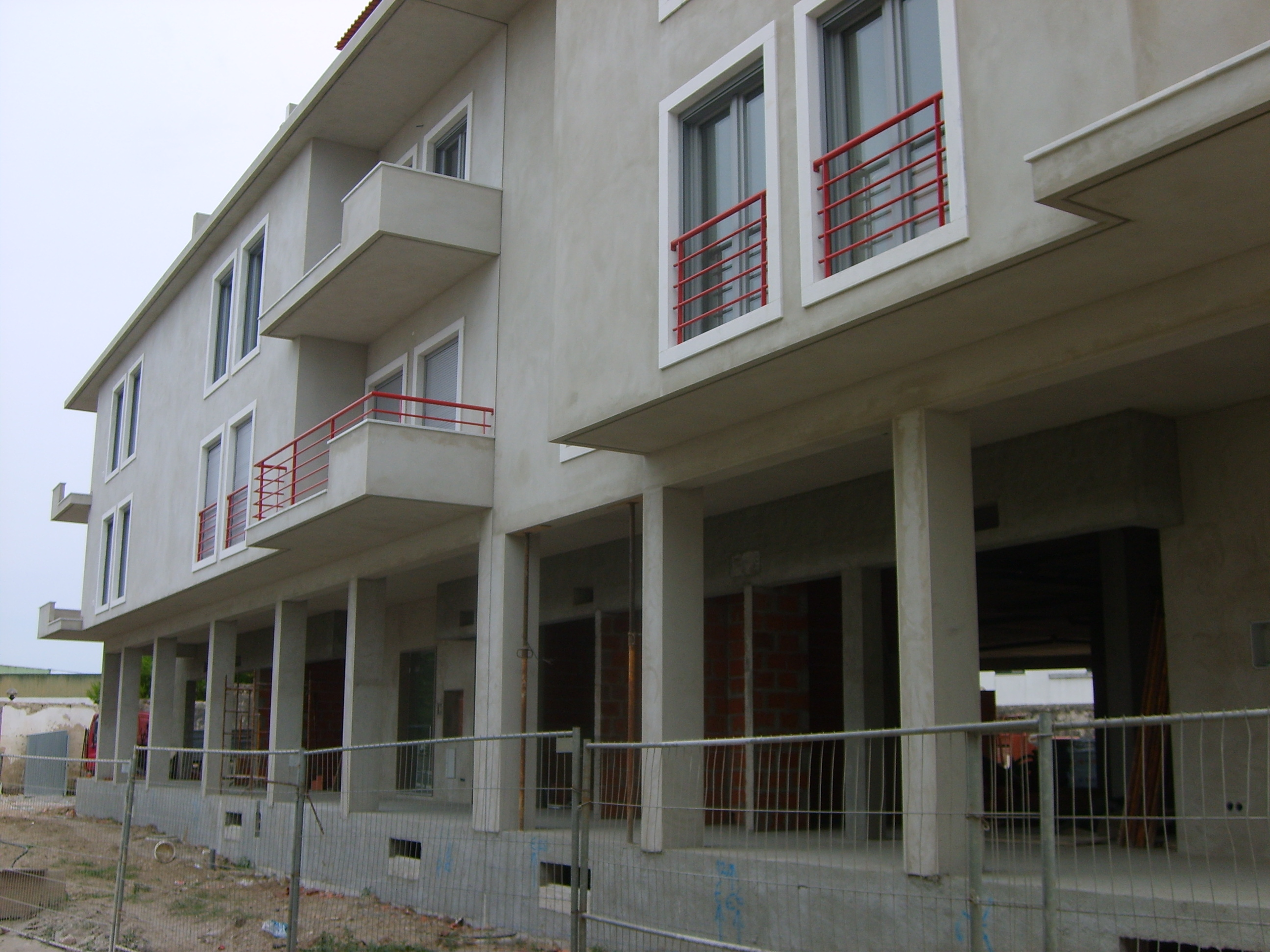
Prédio perto do Terminal rodoviário
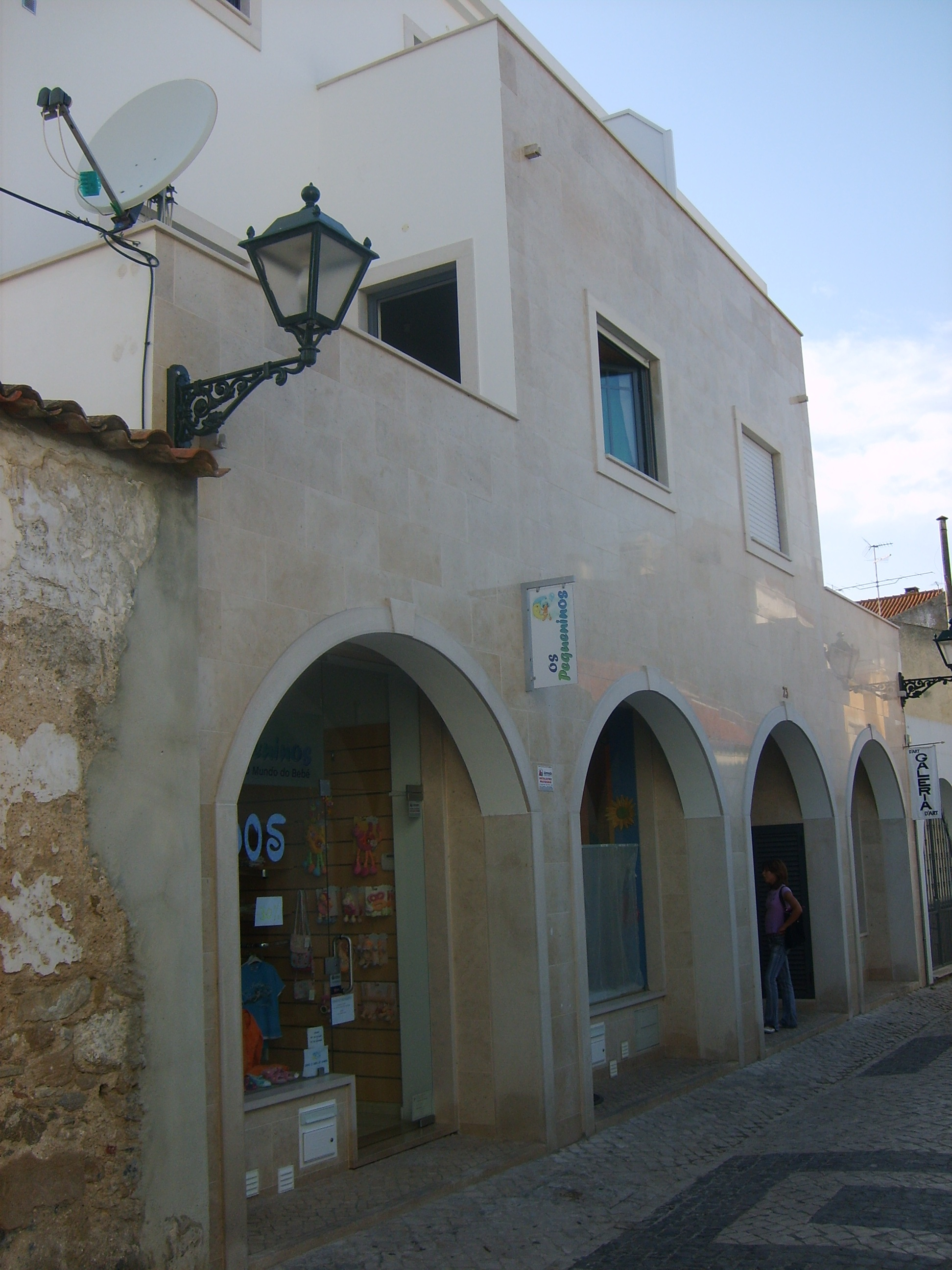
Prédio junto a centro cultural

### Freguesias da Lourinhã
O município da Lourinhã está dividido em 8 freguesias :
- Lourinhã e Atalaia, com 11 755 habitantes;[34]
- Miragaia e Marteleira, com 3 583 habitantes;[34]
- Moita dos Ferreiros, com 1 734 habitantes;[34]
- Reguengo Grande, com 1 626 habitantes;[34]
- Ribamar, com 2 141 habitantes;[34]
- Santa Bárbara, com 1 943 habitantes;[34]
- São Bartolomeu dos Galegos e Moledo, com 1 483 habitantes;[34]
- Vimeiro, com 1 470 habitantes;[34]

Mapa do município da Lourinhã

No total o município é ocupado por 25 735 habitantes. A freguesia de Lourinhã e Atalaia é a mais populosa, com cerca de 12 000 habitantesl e a freguesia com menos habitantes é Vimeiro, com cerca de 1 500 habitantes.
As freguesias de São Bartolomeu dos Galegos, Lourinhã e a vila de Ribamar têm tido grande construção imobiliária. A freguesia de São Bartolomeu dos Galegos teve um aumento muito grande da população, várias moradias forem construídas e também a escola da freguesia.

## Turismo

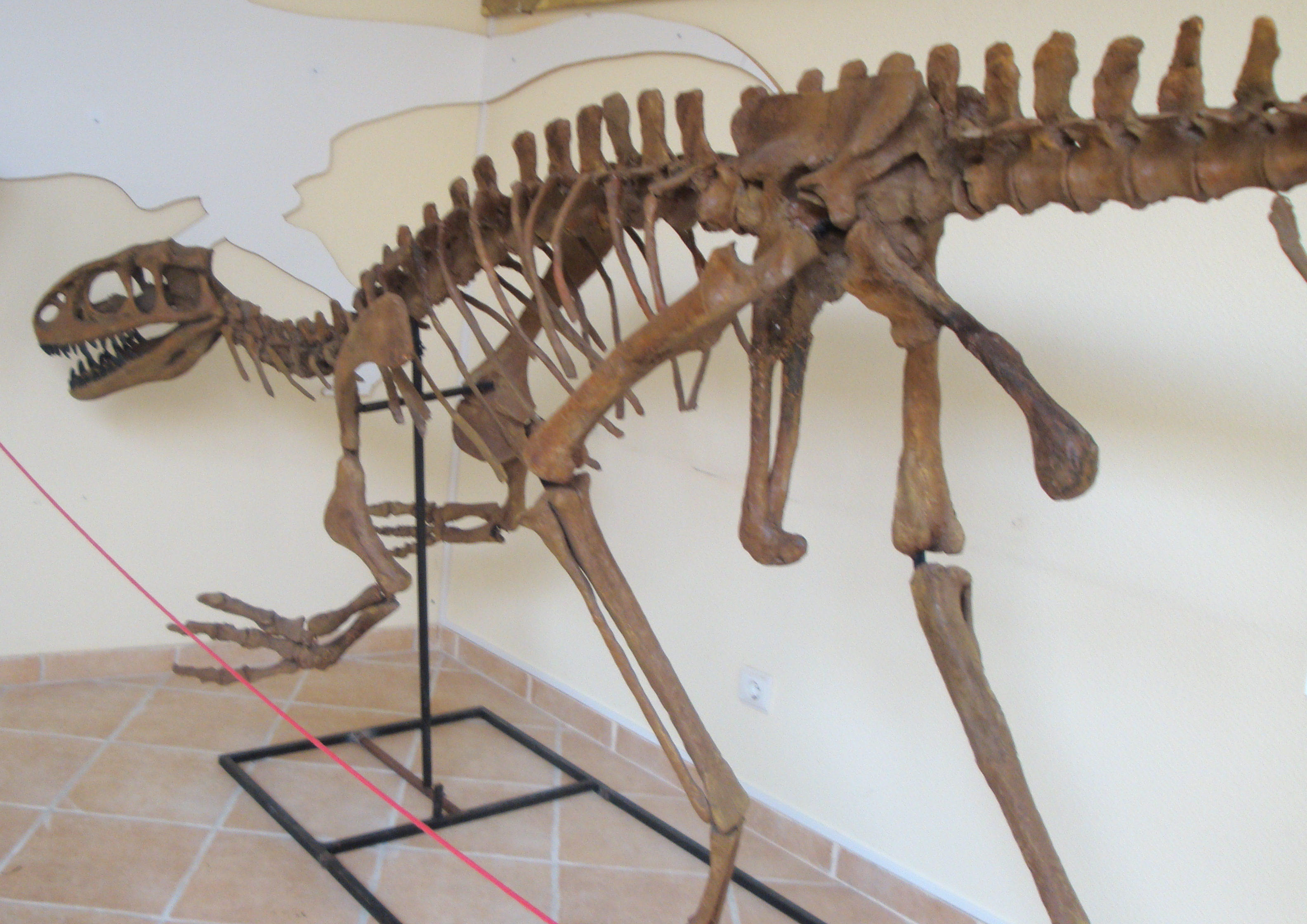
Lourinhanosaurus antunesi, no Museu da Lourinhã.

Lourinhã é um concelho com grande potencial turístico graças aos seus 12 quilómetros de praias, mas também pelo seu património natural e arquitectónico.
O lugar da Praia da Areia Branca, é uma das praias mais conhecidas da região do Oeste. Esta praia possui numerosos equipamentos que favorecem o turismo como a Pousada de Juventude da Praia da Areia Branca, várias lojas e residências turísticas.
O célebre Museu da Lourinhã pode mostrar dinossauros como o Dinheirosaurus, Lourinhasaurus e mesmo o Lourinhanosaurus, são também expostos ovos de dinossauros. O museu da Lourinhã recebe cerca de 16 000 visitantes por anos e vários cientistas de todo o mundo. A Lourinhã é agora chamada como "Lourinhã, Capital dos Dinossauros" e mesmo "Capital Portuguesa dos Dinossauros".
Na região foram também envontrados os mais antigos machimosaurus, animais do grupo do qual descendem os crocodilos.
 Em 2018 abriu o Dino Parque, com uma área de 25 hectares no Pinhal dos Camarnais, onde se localizava a antiga lixeira municipal, e vai ser composto por um museu ao ar livre, onde estão exibidos os modelos de dinossauros em escala real(cerca de 250 modelos), uma zona coberta para a exposição dos achados paleontológicos e ainda uma zona lúdico-pedagógica com actividades de ciência viva para as escolas. Esperam-se 200.000 visitantes por ano.

### Percurso pedestre
Rota dos Dinossauros

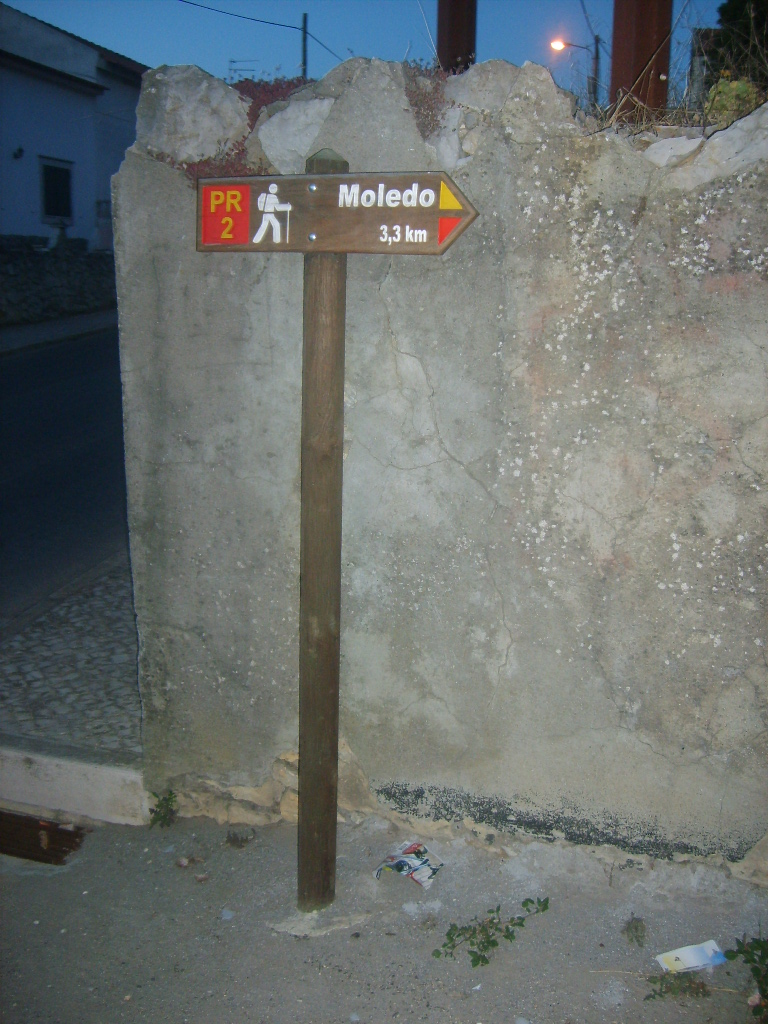
PR2 em São Bartolomeu dos Galegos.

A Rota dos Dinossauros é um percurso de 10 km que vai do centro da Lourinhã (Museu da Lourinhã) até ao Forte de Paimogo.
O caminhante pode visitar o património religioso como o Convento de Santo António, a Igreja da Misericórdia e a Igreja de Santa Maria do Castelo e deslumbrar-se com belas paisagens, com as praias da Areia Branca, Vale Frades, Caniçal e a praia de Paimogo.
A duração do percurso é de 3 horas, em todo este tempo podemos visitar em caminho o centro da  freguesia da Lourinhã, o Rio Grande, Areia Branca, Praia de Areal, a Praia da Areia Branca, a Praia de Vale Frades, a Praia do Caniçal, a Praia de Paimogo e seu Forte.
Pelo Planalto das Cezaredas
O Planalto das Cezaredas situa-se no centro da região Oeste de Portugal, abrangendo quatro municípios : Bombarral, Lourinhã, Óbidos, e Peniche. Tem um comprimento de 12 quilómetros de São Bartolomeu dos Galegos até ao Monte do Picoto e uma largura de 10 quilómetros desde a zona Sul do Modelo até aos arredores do Norte da Serra d'El Rei.
O Planalto das Cezaredas é um território calcário com cerca de 140 milhões de anos que se apresenta como um prolongamento do sistema serrano Aire/Montejunto, pertencente ao período que medeia entre o Cretácio e o Jurássico Médio, quando terminaram as violentas convulsões da crosta terrestre, então dominada por um clima quente e húmido. O mar começou a recuar nesta zona, provavelmente, quando se iniciou a formação das várias espécies fossilizadas, onde se destacam as amonites (fósseis de espécies marinha que terão desaparecido há cerca de 65 milhões de anos, na mesma altura que desapareceram os dinossauros).
Pelos Caminhos da Batalha do Vimeiro
E um percurso de 17,6 km, no concelho da Lourinhã, freguesia do Vimeiro. Este percurso passa em toda freguesia e nas grandes aldeias como Toledo e Ventosa. Este percurso faz também homenagem à batalha do Vimeiro. O percurso passa também em frente do monumento Padrão Comemorativo da batalha do Vimeiro, que foi erigido em 1908.
Este percurso tem uma duração de 4/5 horas, e podemos visitar o Vimeiro e suas aldeias Maceira, Ventosa, Toledo, Casal da Gaga, Casal da Falda, Casal do Carrascal, e ainda mais. Várias ribeiras passa nesta zona, como o Rio Alcabrichel, Ribeira do Caniçal e mais.

### Praias
Com seus 12 quilómetros de costa, o município da Lourinhã combinam-se com umas belas praias e tranquilas baías. São as freguesias da costa da Lourinhã que têm as praias, nomeadamente Ribamar, Atalaia e a Lourinhã.
São condições que convidam à pratica de diversos desportos náuticos como caça submarina, fotografia subaquática, surf, jet ski, e outros.

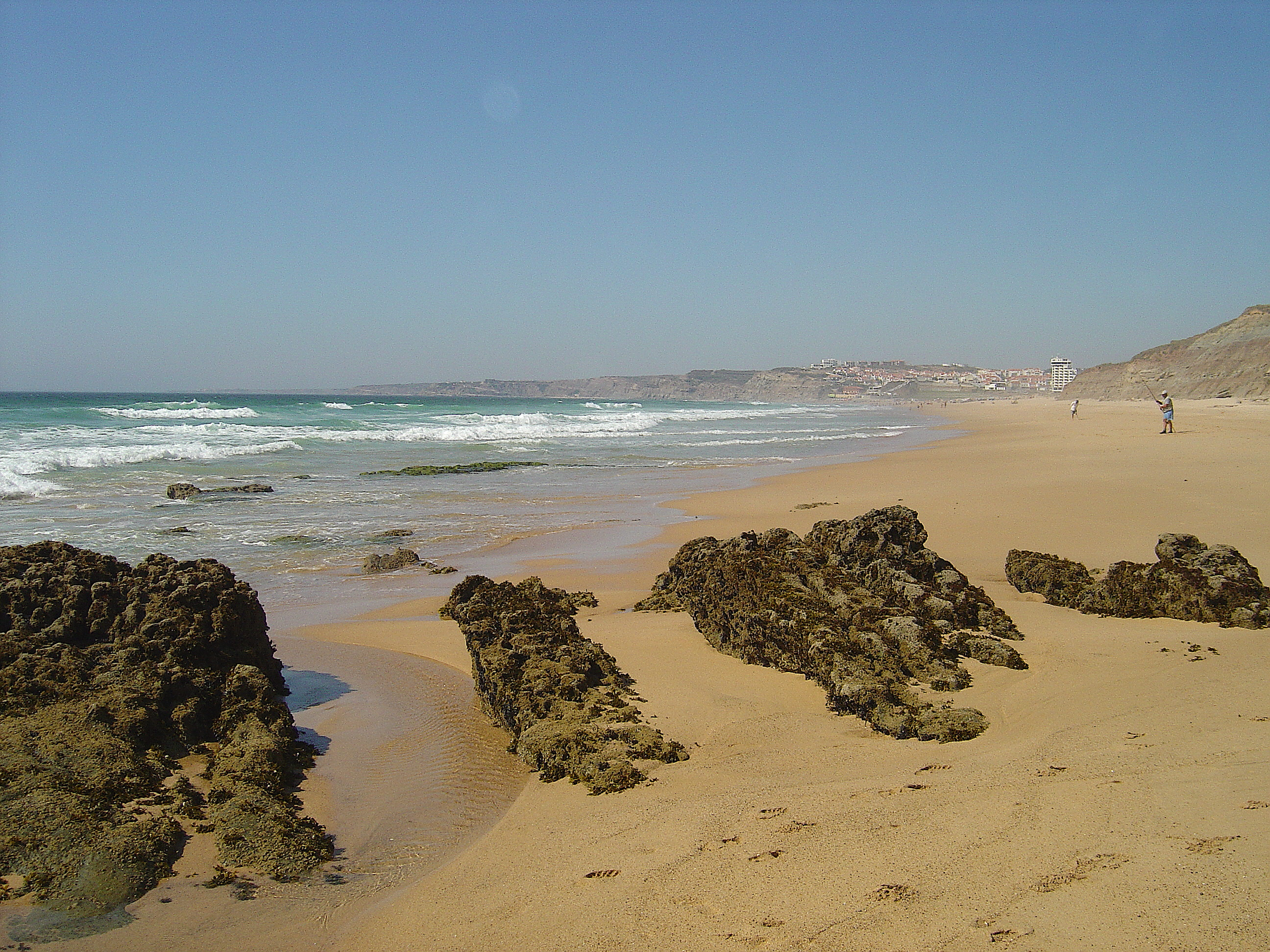
Praia de Areal Sul.

As praias do concelho da Lourinhã são, de Norte para Sul:
- Praia de Vale Pombas (Lourinhã)
- Praia de Paimogo (Lourinhã)
- Praia do Caniçal (Lourinhã)
- Praia de Vale Frades (Lourinhã)
- Praia da Malhada (Lourinhã)
- Praia da Areia Branca (Lourinhã)
- Praia de Areal (Lourinhã)
- Praia do Mexilhoal (Atalaia)
- Praia da Peralta (Atalaia)
- Praia de Porto das Barcas (Atalaia)
- Praia do Zimbral (Ribamar)
- Praia de Porto Dinheiro (Ribamar)
- Praia de Valmitão (Ribamar)

## Património

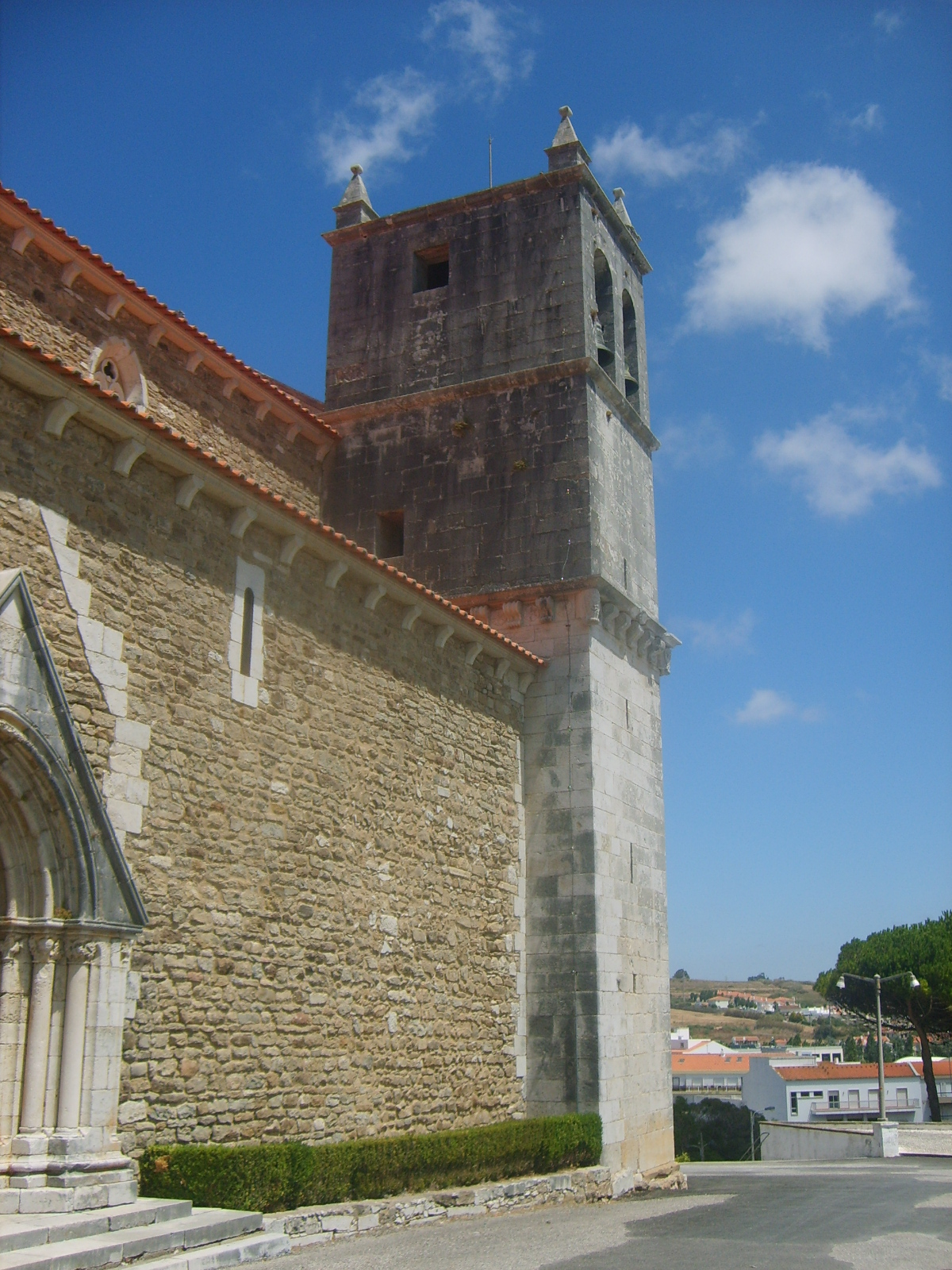
Igreja de Santa Maria do Castelo

### Igreja de Santa Maria do Castelo
A Igreja de Santa Maria do Castelo, deve o seu nome ao antigo Castelo da Lourinhã, devido ao facto de ter sido edificada junto das suas muralhas. A igreja encontra-se no Miradouro do Castelo.
É de estilo gótico da segunda metade do século XIV, com duas fases de construção, sendo a primeira atribuída a D. Jordão, 1.º donatário da Lourinhã, e a segunda a D. Lourenço Vicente, arcebispo de Braga (natural da Lourinhã).
Em 1374, no reinado de D. João I, esta igreja sofreu de grandes alterações, uma parte foi reedificada, ampliada e sagrada por D. Lourenço Vicente (14º Senhor da Lourinhã e Arcebispo de Braga).
É composta  por três naves, estando a central separada das colaterais por quatro arcos laterais ogivais. Uma rosácea encima a porta principal.
No interior, existe uma pia baptismal, decorada com uma cruz latina, uma cruz pátea e um pentagrama, sinais evidentes de uma influência templária.
A igreja foi classificada como Monumento nacional no dia de 29 de Junho de 1922.

### Igreja de São Sebastião
A Igreja de São Sebastião está localizada no centro vila da Lourinhã.
É um pequeno templo que foi construído da primeira metade do Século XVIII, possivelmente de 1730, data em que foi encontrada no interior da retábulo do altar-mor, durante as obras levadas a efeito em 2004.
Na parede da Epístola e junto ao altar, uma edícula forrada de azulejos de figura avulsa, de tipo invulgar e da época da construção da igreja.
Nas paredes e nas obras acima referidas, foram colocados lambris de azulejos, brancos e de figuras avulsas, réplicas dos do Século XVIII, que muito embelezaram o templo.

### Capela de Nossa Senhora dos Anjos

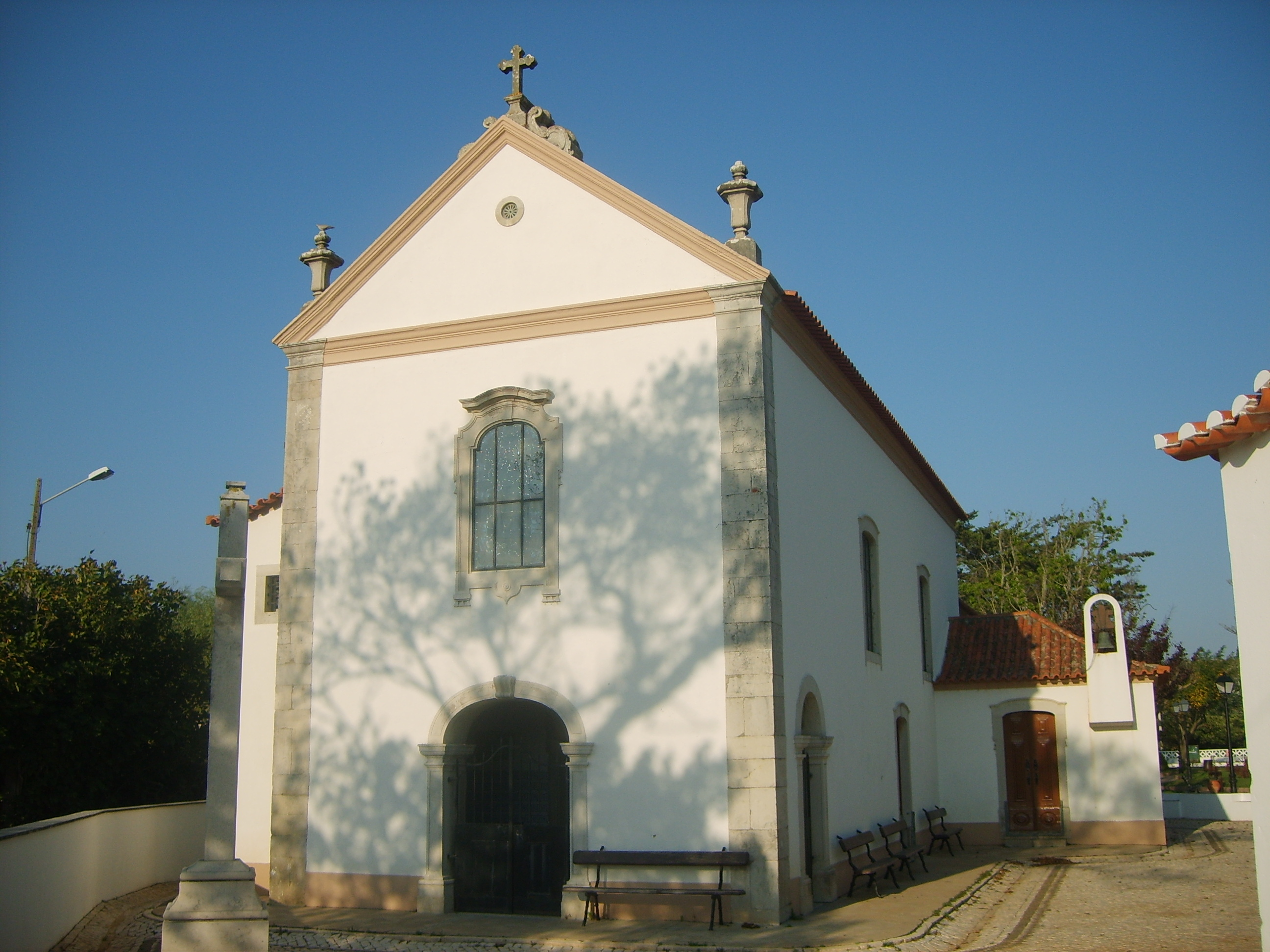
Fechada da Capela de Nossa Senhora dos Anjos

A Capela de Nossa Senhora dos Anjos está situada no jardim de Nossa Senhora dos Anjos, quando a igreja foi erguida estava localizada na periferia da vila, na várzea do Rio Grande.
A capela foi construída no estilo renascentista, na segunda metade do Século XVI, de uma só nave e galilé sobre o coro alto, que abre para o exterior por dois arcos de cantaria, o do lado poente maior, sendo o lateral mais pequeno e só foi arrematado em 1956.
A fachada clássica, tem tímpano triangular e sobre o arco principal abre-se uma janelo emoldurado com cantarias trabalhadas do Século XVIII (obras de 1791) que abrangeram igualmente os emolduras das janelas laterais e das portas da nave de acesso à sacristia e à antiga sala das reuniões da confraria. Desta época é o retábulo do altar-mor, com colunas estriadas de azul e ouro.
Fronteiro à porta axial, que se abre na fachada do lado sul, encontra-se o púlpito, cuja base é um belo exemplar do século XVII, de laje quadrada, em mármore vermelho, moldurado e com artísticos ornato.

### Santa Casa da Misericórdia
A Santa Casa da Misericórdia da Lourinhã foi constituída por alvará do rei Filipe I, datado de 23 de Julho de 1586.
No centro do edifício há uma igreja, com data de 1626, inscrita no tímpano. O retábulo do altar-mor é já do século XVIII, assim como a tribuna dos mensários e a Capela do Senhor dos Passos, em talha dourada barroca.
Do lado poente ergue-se o hospital, do século XVIII em cuja fachada se abre a porta principal encimada com o escudo de D. João V, em pedra calcária branca.
Neste edifício a uma colecção de pintura do Mestre da Lourinhã, as pinturas são o São João Baptista no Deserto, o São João em Patmos, e ainda mais.

### Convento Santo António

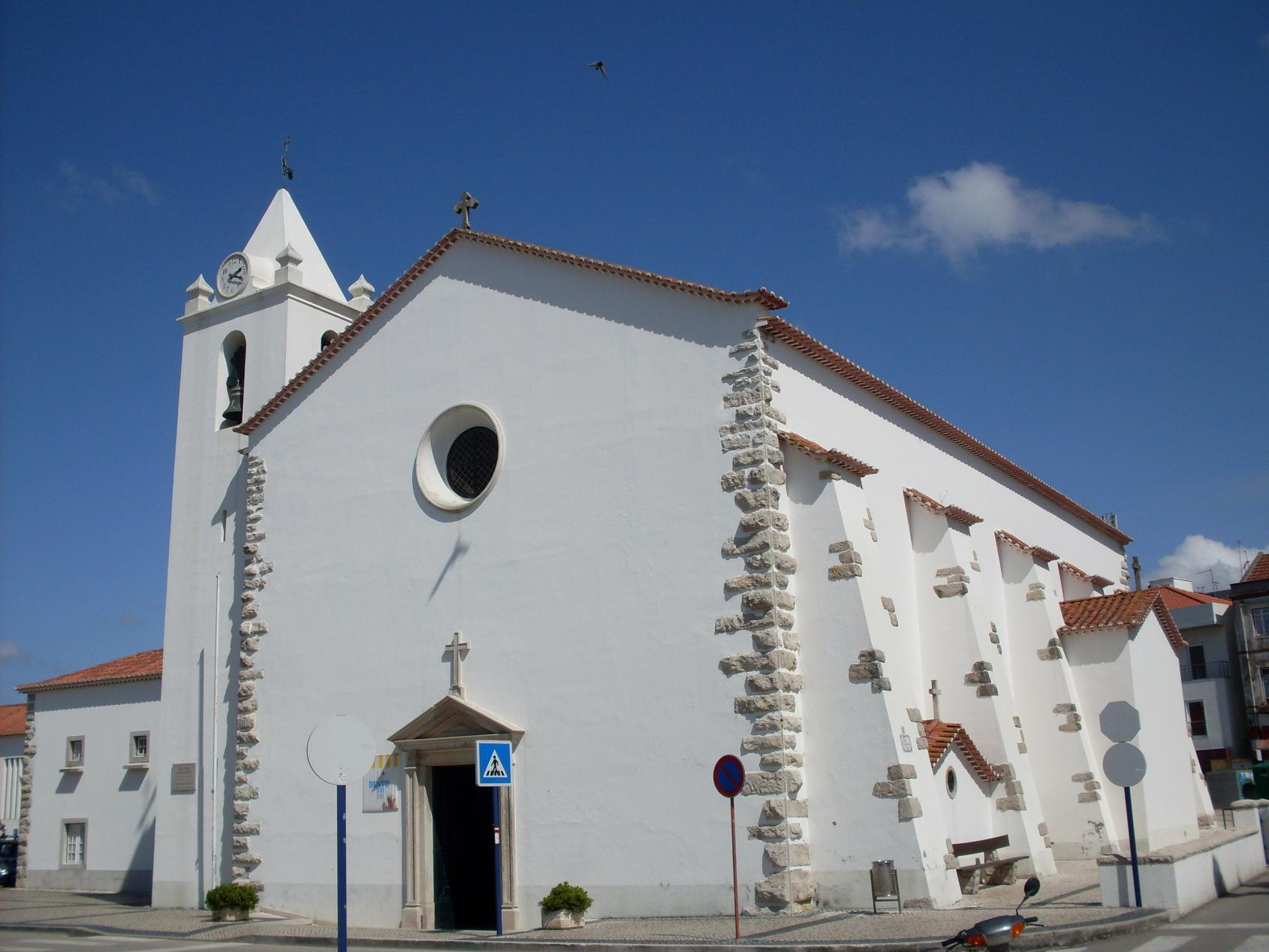
Igreja do Convento Santo António da Lourinhã

O Convento Santo António foi fundado em 1598 e antigamente pertencia à ordem franciscana. É classificado como monumento nacional pelo IGESPAR, desde 1910.
Possui um pequeno claustro, de dois pisos, com colunas que sustentam capitéis da ordem toscana. O claustro inferior possuía um lambril de azulejos dos primeiros anos do Século XVIII, representando meninos com cabazes de flores à cabeça, que ainda se podem admirar numa das paredes, estando nas restantes, réplicas mandadas fazer aquando do último restauro.
A igreja, de uma só nave, tem sofrido grandes restauros que a desfiguraram, especialmente na sua fachada. A capela-mor é separada do corpo da igreja, por um duplo arco sustentado por pilastra da ordem Toscana.
A nave, de abóbada de berço possui um largo silhar de azulejos, da segunda metade do Século XVIII, de albardara. As paredes da capela-mor são forradas com painéis de azulejos figurativos, azuis e brancos, do Século XVIII, época da construção do retábulo do altar-mor e dos altares laterais.
No lado do Evangelho, abre-se em arco renascentista o túmulo de D. Brás Henriques, mandado construir pela sua viúva, D. Brites Brandoa e sob risco do arquitecto régio Pedro Nunes Tinoco.
Ao fundo da nave, no lado da epístola, a pequena capela mandada erigir em 1714, conforme consta numa cartela, pelo Padre João Nunes Franco, Beneficiado da Matriz, para seu jazigo. O retábulo do altar e em mármore florentino e a revestir o altar e as paredes dois painéis de azulejos com cenas de milagres de Santo António, do ciclo dos mestres e atribuídos ao mestre que costumava deixar apenas as iniciais P.M.P.

### Forte de Paimogo
O Forte de Paimogo está localizado no concelho da Lourinhã, na freguesia do mesmo nome (Lourinhã), na praia de Paimogo. Foi erguido a partir de 1674, por D. Pedro II. O Forte de Nossa Senhora dos Anjos de Paimogo foi construído no tempo da guerra contra Espanha, após a proclamação da Independência de Portugal em 1640.
Por determinação de D. António Luís de Menezes, Marquês de Marialva e depois Conde de Cantanhede, herói da guerra da Restauração da independência, com a função de defesa daquele trecho do litoral, integrava a segunda linha de defesa da barra do rio Tejo, que se estendia da Praça-forte de Peniche até Cascais.
Ao término da Guerra Civil Portuguesa (1828-1834), e diante da evolução dos meios bélicos, perdeu a sua função defensiva.
Obteve a classificação de Imóvel de Interesse Público no dia 18 Julho 1957., mas no final do século XX o forte encontrava-se abandonado e em avançado estado de degradação. O forte teve obras de restauro em 2006.

## Infraestrutura

### Transportes
A vila da Lourinhã tem um terminal rodoviário, que está localizado no centro da vila, perto do Estádio Municipal da Lourinhã. Os autocarros vão da Lourinhã até Lisboa, Torres Vedras, todas as freguesias do concelho, entre outros destinos.
O concelho tem um aeródromo, que está localizado na praia da Areia Branca. A Lourinhã não tem linhas ferroviárias, mas encontra-se próxima da Linha do Oeste.
A vila está também servida pela Auto estrada do Oeste. Há também uma ligação com o IP6 através da estrada nacional 247.

### Protecção civil e saúde
O município da Lourinhã está equipado de equipamentos civil e de protecção, a Lourinhã tem um posto de GNR, os Bombeiros Voluntários e um novo centro de saúde. O município da Lourinhã inaugurou, no dia 24 de Junho de 2005, o novo centro de saúde da vila.
A Lourinhã assistiu, no dia 28 de Dezembro de 2007, a uma manifestação; cerca de 500 pessoas protestaram contra o encerramento do Serviço de Atendimento Permanente.

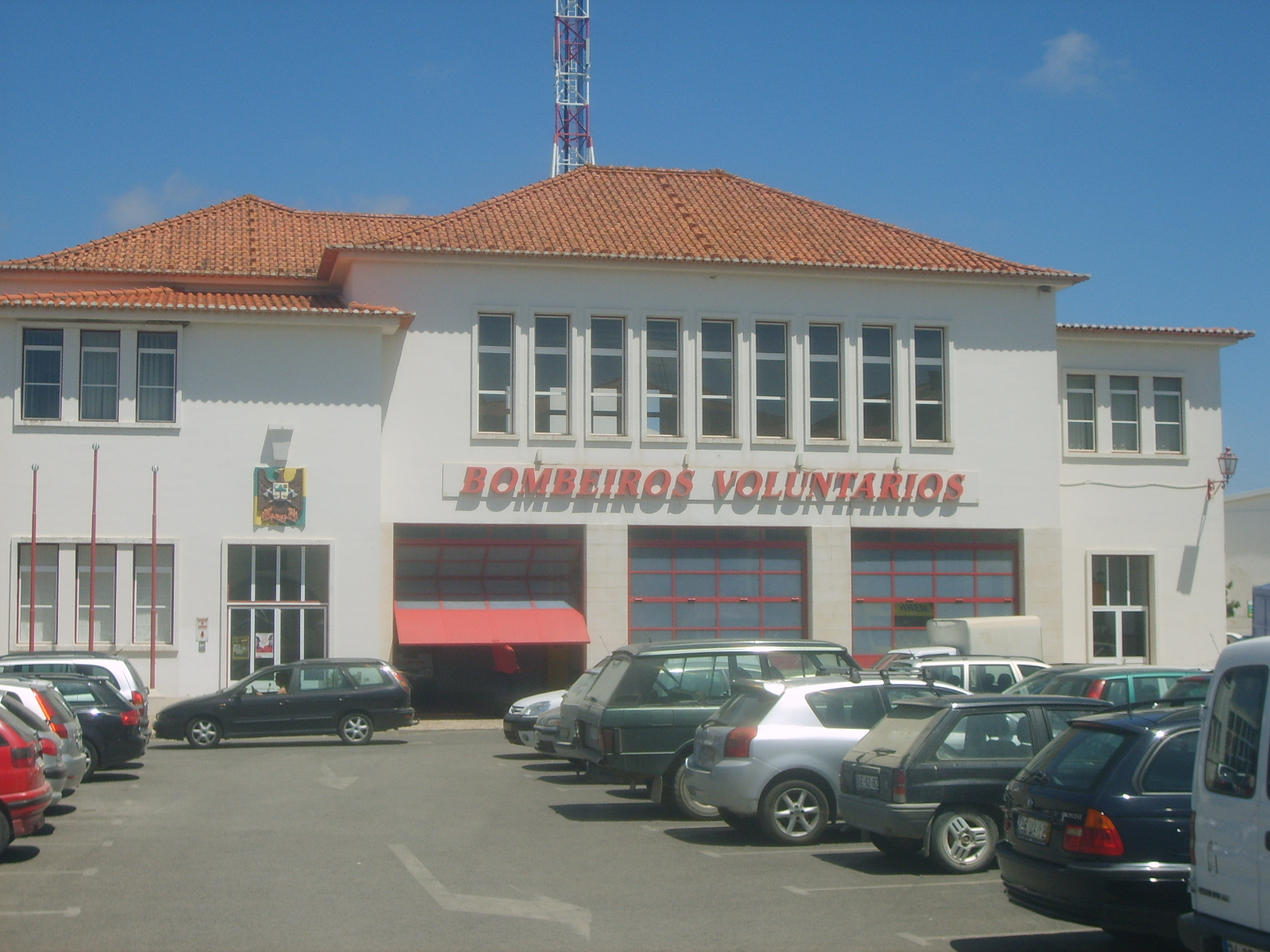
Bombeiros Voluntários da Lourinhã
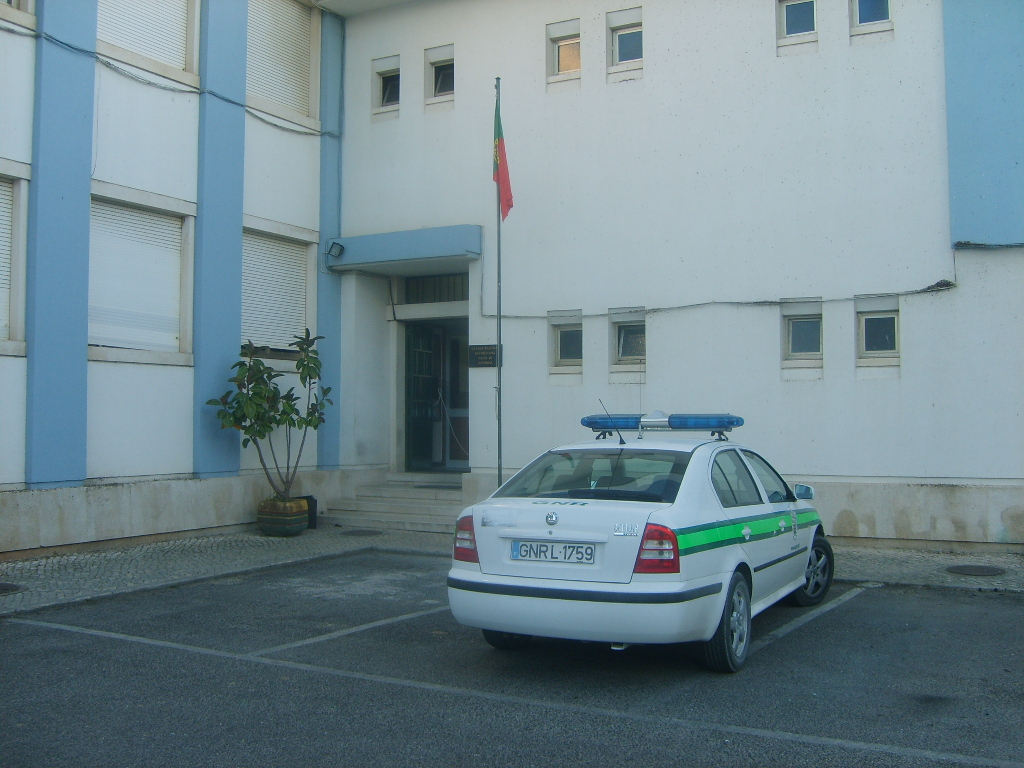
GNR da Lourinhã
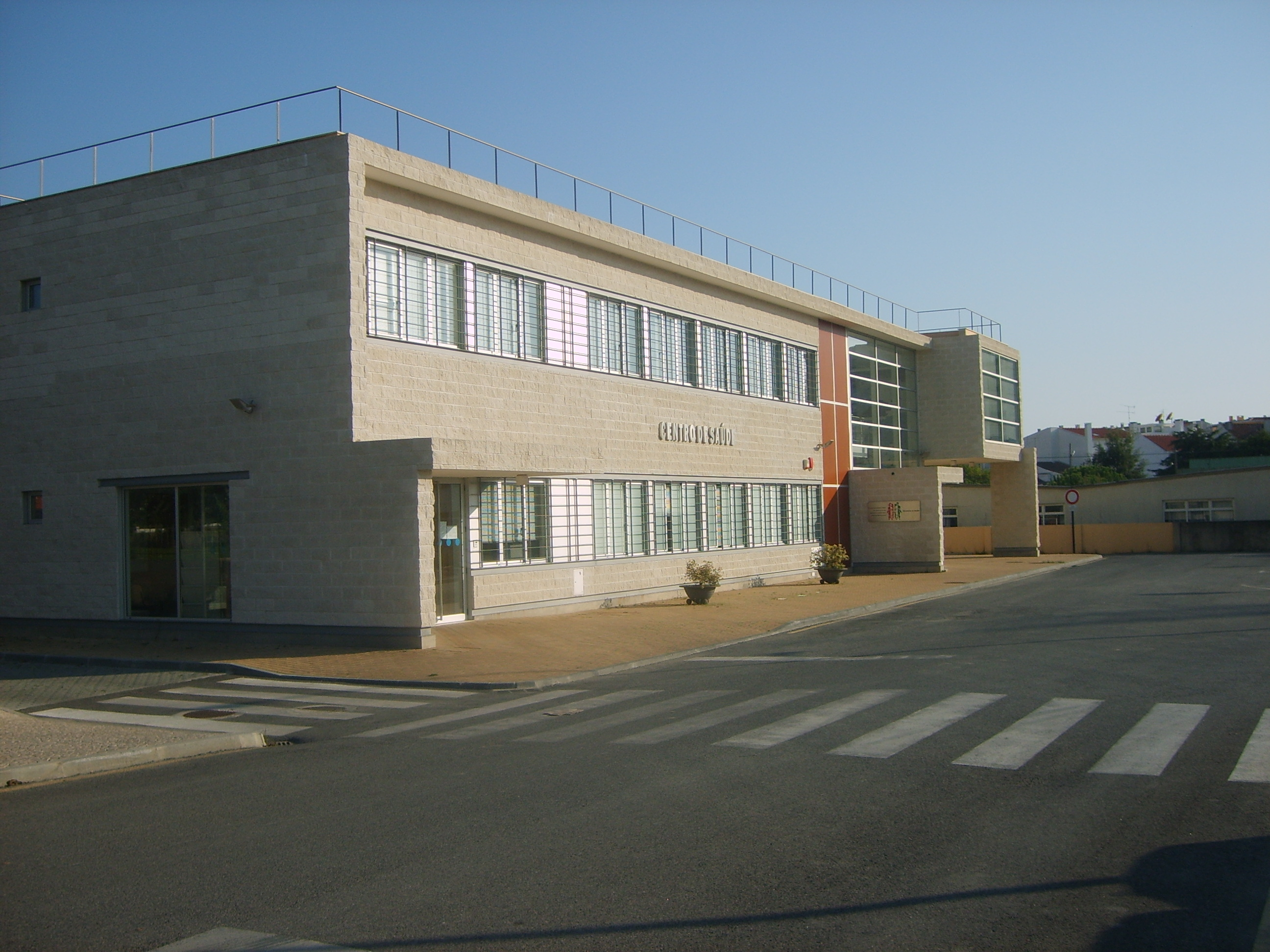
Centro de Saúde do município

## Cultura

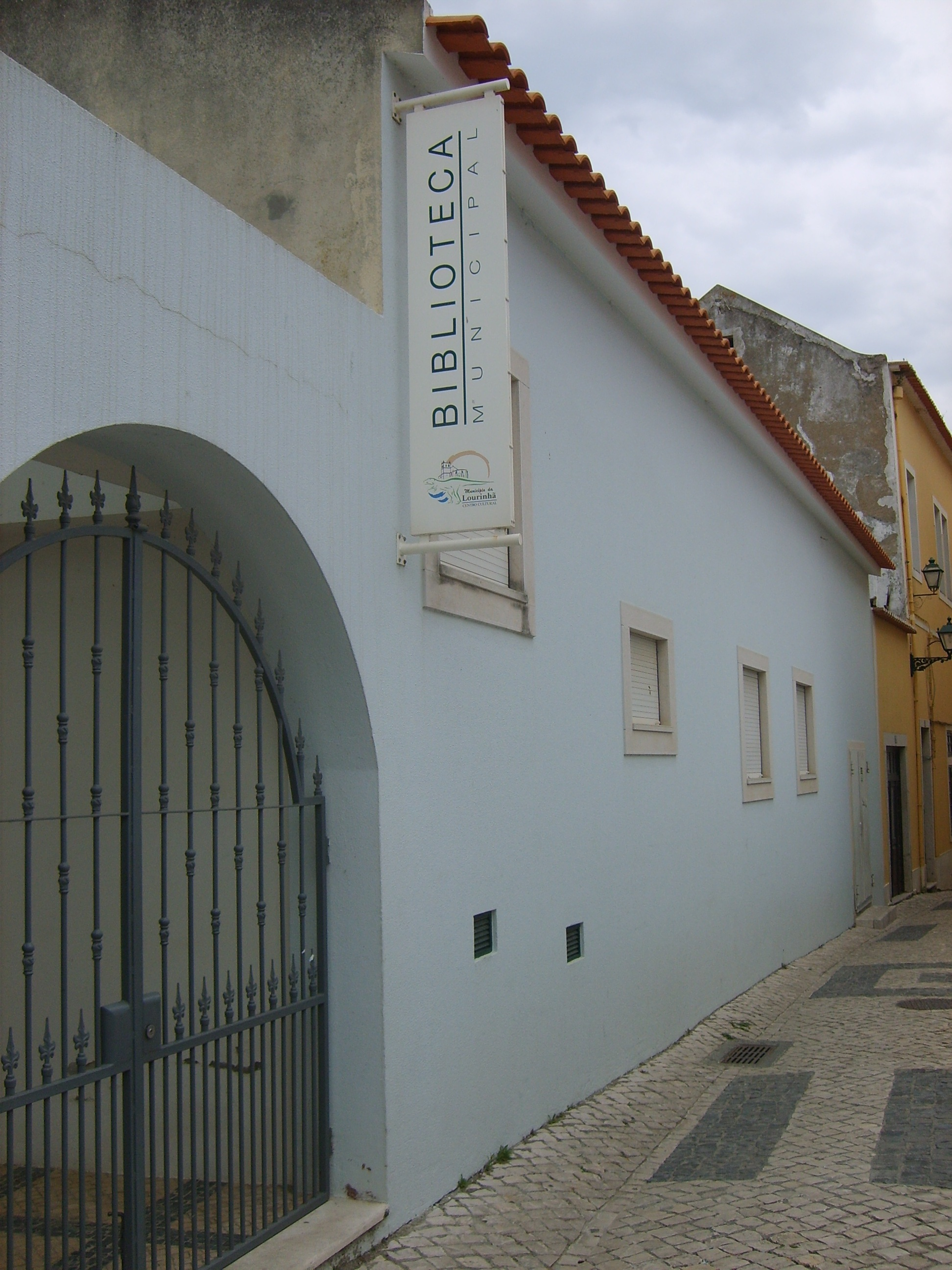
Centro Cultural Dr. Afonso Rodrigues Pereira

A vila tem equipamentos desportivos, sociais, turísticos, culturais, educativos e outros. Em Abril 1991, um novo centro cultural abriu, o Centro Cultural Dr. Afonso Rodrigues Pereira, localizado numa das ruas mais comerciais da Lourinhã. O Centro Cultural Dr. Afonso Rodrigues Pereira é um espaço que é composto por uma sala de exposições (Polivalente), um auditório (Cinema) e no 1º andar podemos encontrar a Biblioteca.
O município da Lourinhã tem 17 escolas do 1º ciclo, 3 escolas básicas do 2º e 3º ciclos e estão repartidas por todas freguesias do município da Lourinhã. Há uma escola secundária e uma escola Agrícola (Casa Escola Agrícola Rio Grande).
Os equipamentos privados do concelho da Lourinhã têm uma importância junto da comunidade e das entidades que aí desenvolvem actividades.

### Capital portuguesa dos dinossauros
O concelho da Lourinhã recebeu em 2004 o título de Capital dos Dinossauros portuguesa, graças à sua riqueza em vestígios jurássicos.
No ano de 1863, o primeiro dinossauro foi encontrado em Portugal e foi um dos primeiros da Europa.
Desde de 1863, centenas de vestígios foram descobertos, o Lourinhanosaurus e o Lourinhasaurus foram descobertos no concelho, ovos de dinossauro, …
No lugar das arribas da Lourinhã foram descobertas mais de 25 pegadas de dinossauros, onze das quais foram recolhidas pelo Museu da Lourinhã. Estas eram pegadas de estegossauros, saurópodes e mais outros dinossauros. Foram as primeiras pegadas de dinossauros de tipo estegossauros e anquilossauros que se encontrado no território português estas pegadas destes animais são muitas raras ao nível mundial.

### Museus

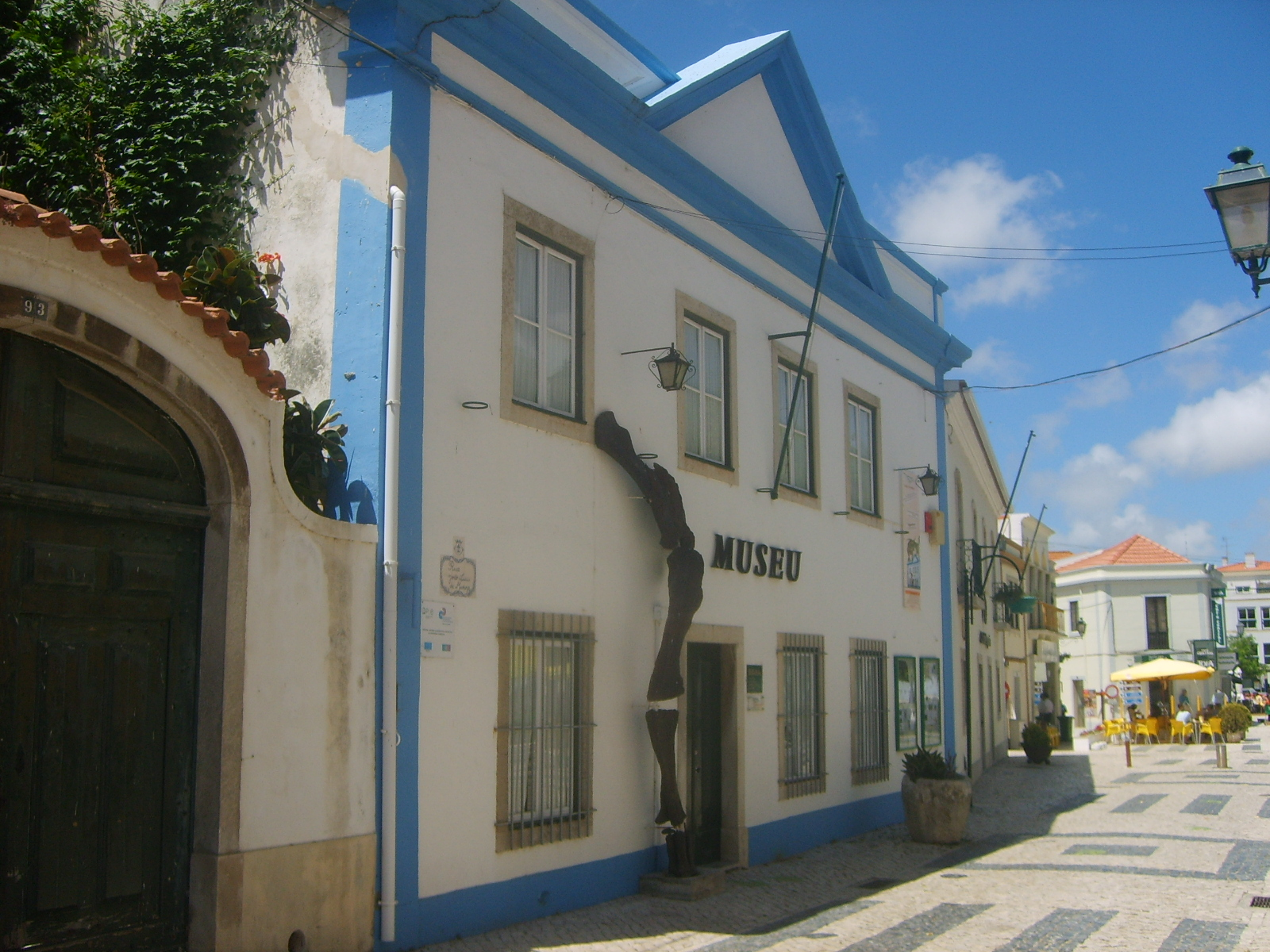
Museu da Lourinhã

O Museu da Lourinhã está situado no antigo edifício do tribunal da vila e está localizado no centro da vila.
Foi fundado em 1984 pelo Grupo de Etnologia e Arqueologia da Lourinhã, este Museu possui a maior colecção ibérica de fósseis de dinossauros do Jurássico Superior e uma das mais importantes a nível mundial. O museu é constituído de dois pisos, e são repartidos destes temas: a Arqueologia, a Arte Sacra, a Etnografia e a Paleontologia.
O Museu Rural do Reguengo Grande foi inaugurado em 1989. Este museu apresenta objectos do mundo agrícola e tem diversos artigos ligados à etnografia do concelho da Lourinhã.

### Gastronomia

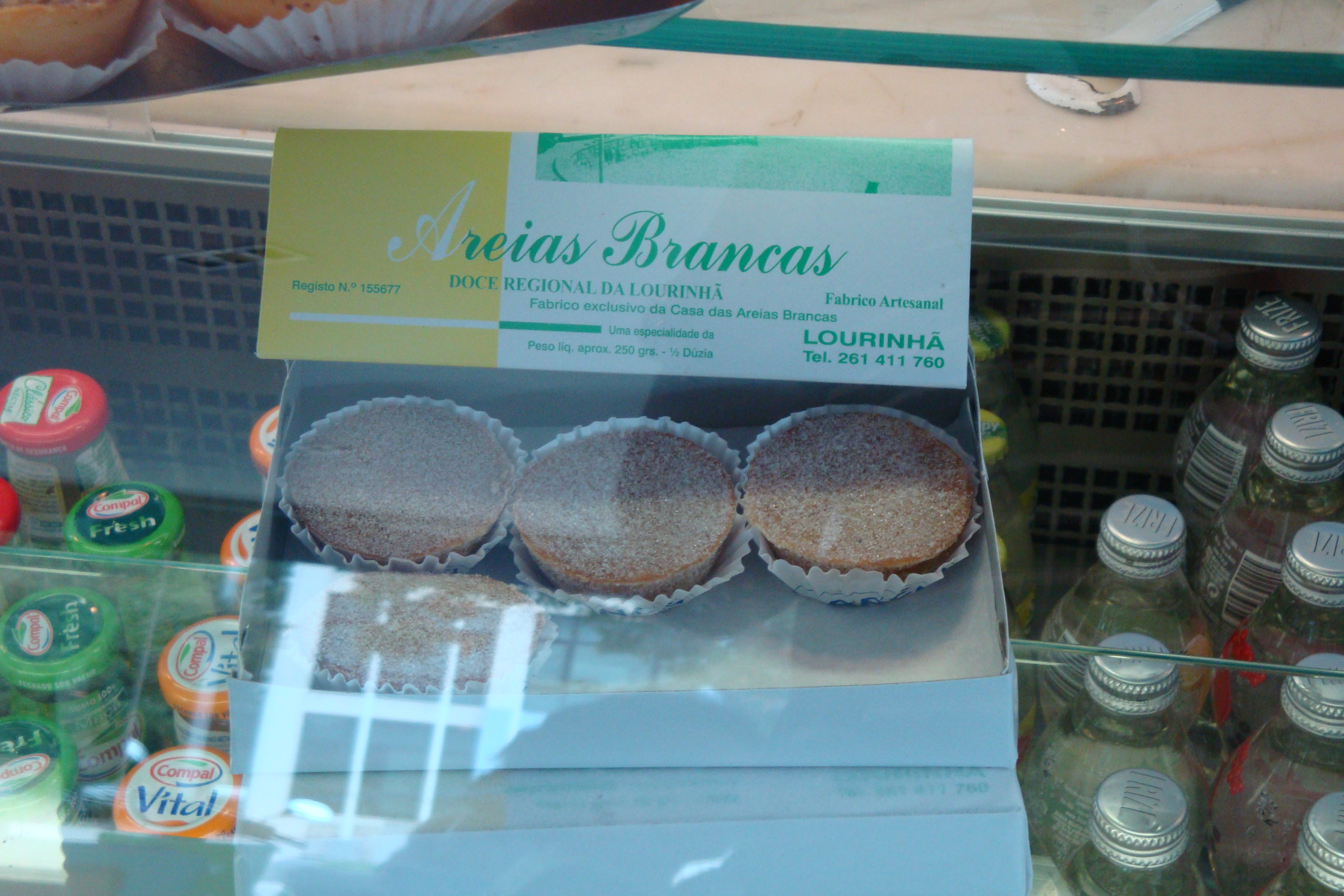
Bolos Areias Brancas

O Concelho da Lourinhã tem uma grande variedade de bolos, sobremesas e aguardentes vínicas.
Os amendoados são pequenos bolos secos, de massa friável e compacta, amarelo-dourados, em forma de bolas, e nos quais sobressai uma coroa de pedaços de amêndoas grosseiramente picados. Areias brancas são pequenos bolos amarelo-dourados, de textura cremosa, em forma de tronco de cone baixo e polvilhados com açúcar. Esses bolos  são preparados a partir de gemas de ovos, amêndoas, açúcar e um pouco de canela - ingredientes habituais da  doçaria portuguesa.
A aguardente da Lourinhã é a grande especialidade do concelho. Há mais de 200 anos que esta aguardente vínica é usada pelas grandes casas de vinho do Porto. Em 1992,  foi criada a Região Demarcada da Aguardente Vínica de Qualidade com Denominação de Origem Controlada "Lourinhã" - uma das três únicas regiões demarcadas de aguardente vínica da Europa, ao lado das francesas Cognac e Armagnac.
Os  mariscos são também uma especialidade da Lourinhã. Há mais de 50 anos que são pescados nos antigos portos de Paimogo, das Barcas e do Dinheiro.

### Grupos musicais e etnográficos
O Concelho da Lourinhã possui vários agrupamentos musicais e etnográficos que em seguida se enumeram:
Banda da Sociedade Lírica Moitense
Banda da Associação Musical e Artística Lourinhanense (Banda da Lourinhã)
Banda da Escola de Música da Atalaia
Coro Municipal da Lourinhã
Grupo Coral Veritas
Rancho Folclórico Flores de Maio (Reguengo Grande)
Rancho Folclórico As Moleirinhas do Seixal
Rancho Folclórico Os Pescadores de Ribamar
Rancho Folclórico Etnográfico Clibotas

### Desporto

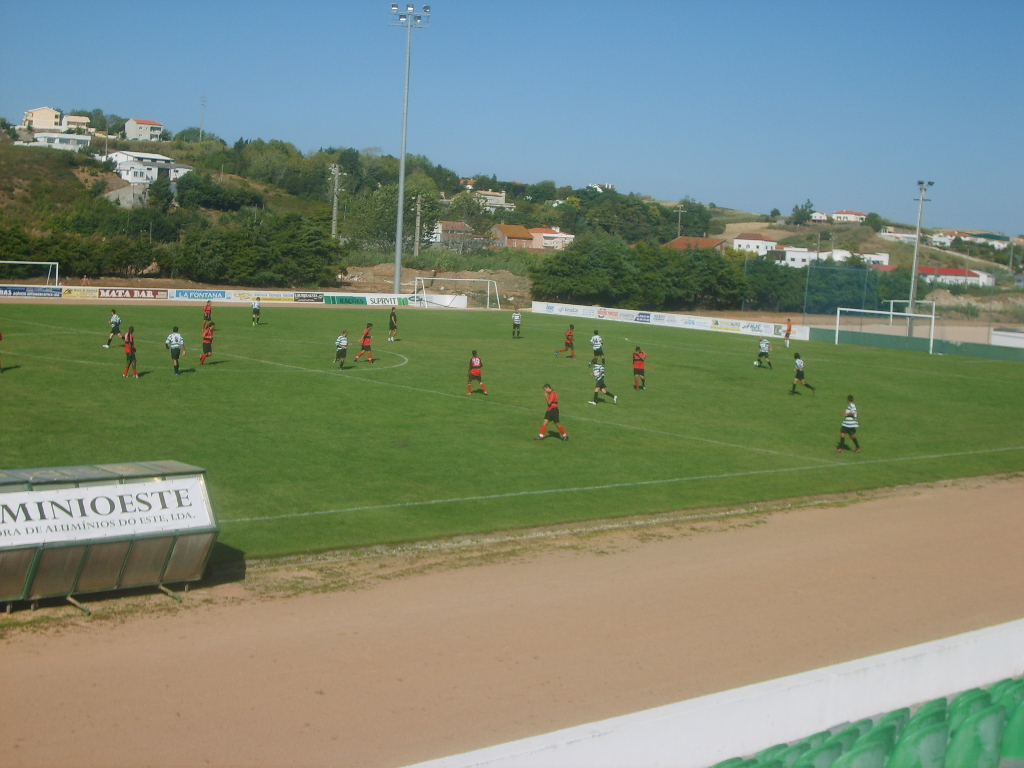
Jogo do Sporting Clube Lourinhanense no Estádio Municipal da Lourinhã.

O concelho da Lourinhã tem por objectivos de proporcionar as práticas desportivas aos quadros competitivos formais e cativar novos praticantes. A angariação dos novos praticantes passa pela realização das actividades informais, como a Onda Desportiva e o Circuito Concelhio de Voleibol de Praia.
As actividades são principalmente : o atletismo (15º Troféu Municipal de Atletismo), o BTT (8º Troféu Municipal de BTT) e o futebol (13º Torneio Municipal de Futebol de 5). O futebol de Praia é muito praticado também no concelho.
As instalações da municipalidade são o Estádio Municipal da Lourinhã (local do SCL), o Pavilhão Gimnodesportivo e o Campo de Jogos da Praia da Areia Branca.
O município da Lourinhã tem várias instalações desportivas, a por exemplo : o Mini-golfe, os campos de bola, um estádio municipal, 4 campos de ténis, duas piscinas, um parque de Skate parque e dois Pavilhões Polidesportivos.
A vila tem um clube de futebol, o Sporting Clube Lourinhanense que tem lugar no Estádio Municipal da Lourinhã e um clube de Hóquei, o Hóquei Clube da Lourinhã que tem lugar no Pavilhão José António dos Santos.

### Feiras e festas

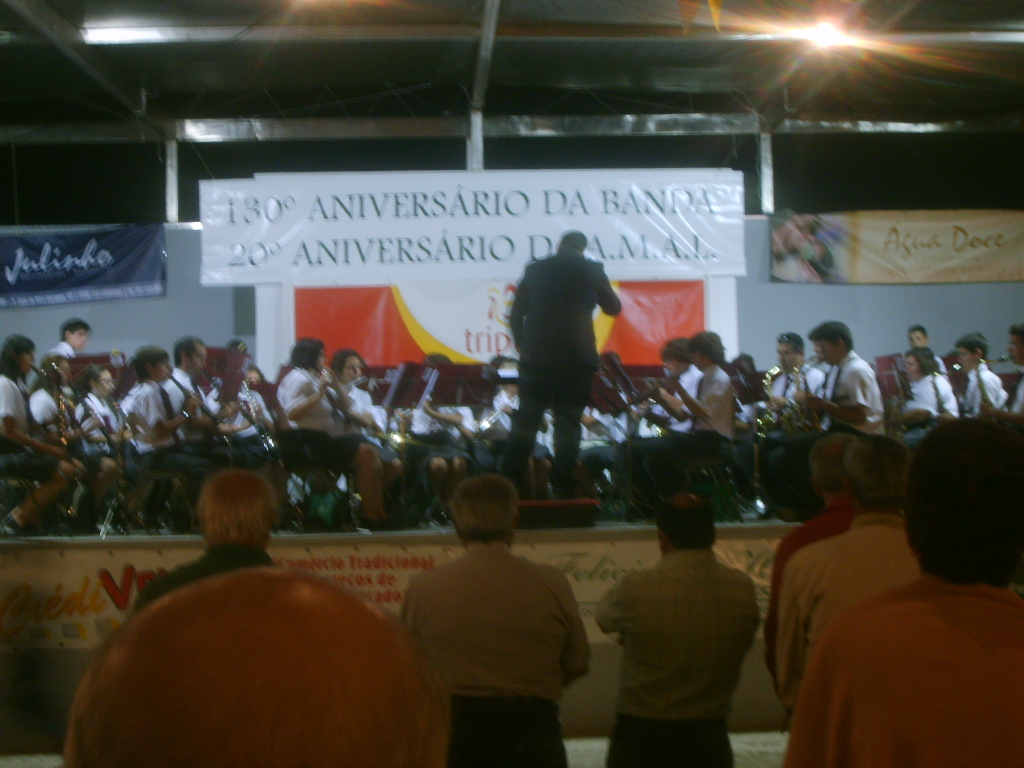
Banda da Associação Musical e Artística Lourinhanense na Festa em Honra de Nossa Senhora dos Anjos em 2008

| Data                      | Nome do Evento                            | Localidade                                                |
| ------------------------- | ----------------------------------------- | --------------------------------------------------------- |
| 6 de Janeiro              | Festa dos Reis                            | Todo o Concelho                                           |
| 20 de Janeiro             | Festa de São Sebastião                    | Lourinhã                                                  |
| 2 de Fevereiro            | Festa em Honra de Santa Maria             | São Bartolomeu dos Galegos                                |
| 3 de Fevereiro            | Festa em Honra de S. Brás                 | Paço                                                      |
| 1.ª semana de Maio        | Feira do Livro da Lourinhã                | Lourinhã                                                  |
| 20 de Maio                | Feira Anual de Reguengo Grande            | Reguengo Grande                                           |
| Junho                     | Festa do Corpo de Deus                    | Marteleira (dia 15) ; São Bartolomeu dos Galegos (dia 22) |
| 13 de Junho               | Marchas Populares                         | Lourinhã                                                  |
| 24 de Junho,              | Dia de S. João Feriado Municipal          | Lourinhã                                                  |
| 20 de Julho               | Festa do Aniversário do C.S.C. de Ribamar | Ribamar                                                   |
| 24 de Agosto              | Feira Anual de São Bartolomeu dos Galegos | São Bartolomeu dos Galegos                                |
| 26 de Agosto              | Feira Anual de São Lourenço               | Marteleira                                                |
| 1.º Domingo de Setembro   | Festa Nossa Senhora da Guia               | Atalaia                                                   |
| 14, 15, 16 e 17 de Agosto | Festa em Honra de Nossa Senhora dos Anjos | Lourinhã                                                  |
| 8 de Dezembro             | Festa de Nossa Senhora da Conceição       | Moita dos Ferreiros                                       |
| 25 de Dezembro            | Natal                                     | Todo o Concelho                                           |

## Outros

### Geminações
O concelho da Lourinhã está geminada com duas vilas francesas. Écully é uma comuna francesa com 18.011 habitantes, está localizada na região de Rhône-Alpes e com Deuil-la-Barre, na região de Paris. Tem também uma geminação com Cabo Verde, o município é Sal.
- Écully[63]
- Deuil-la-Barre (desde 18 de Abril de 2009) [64]
- Sal[65]

### Filhos ilustres
- Lourenço Vicente (1311 - 1398), Arcebispo de Braga
- Mestre da Lourinhã (século XVI), pintor
- Octávio Mateus, paleontólogo
- Ana Jorge, médica e política (ex-Ministra da Saúde)
- Manuela de Sousa Marques, professora, ensaísta e tradutora
- Maestro Capitão-tenente Manuel Maria Baltazar[66]
- Gastão Elias, tenista

### Galeria

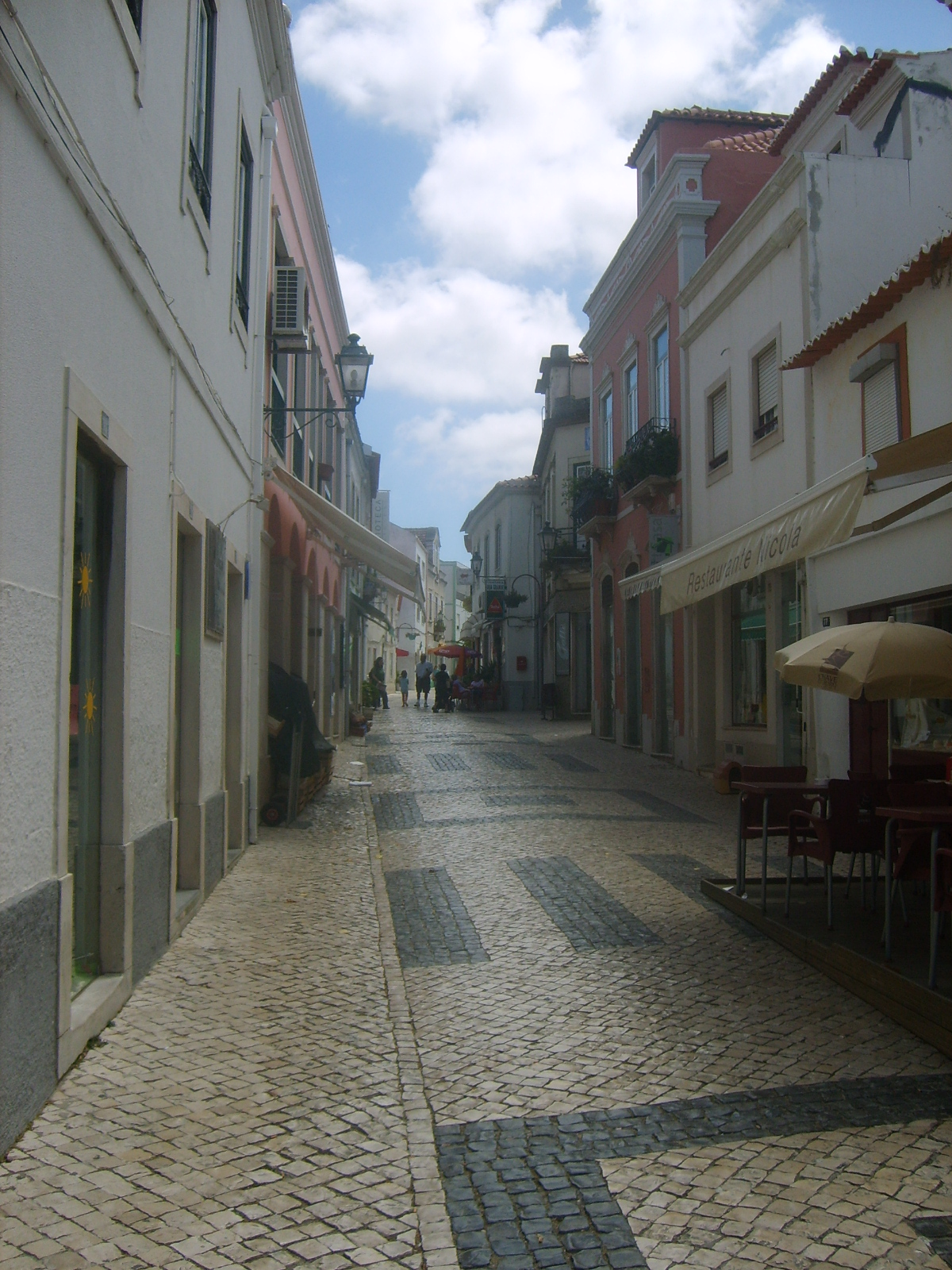
Rua João Luís Moura
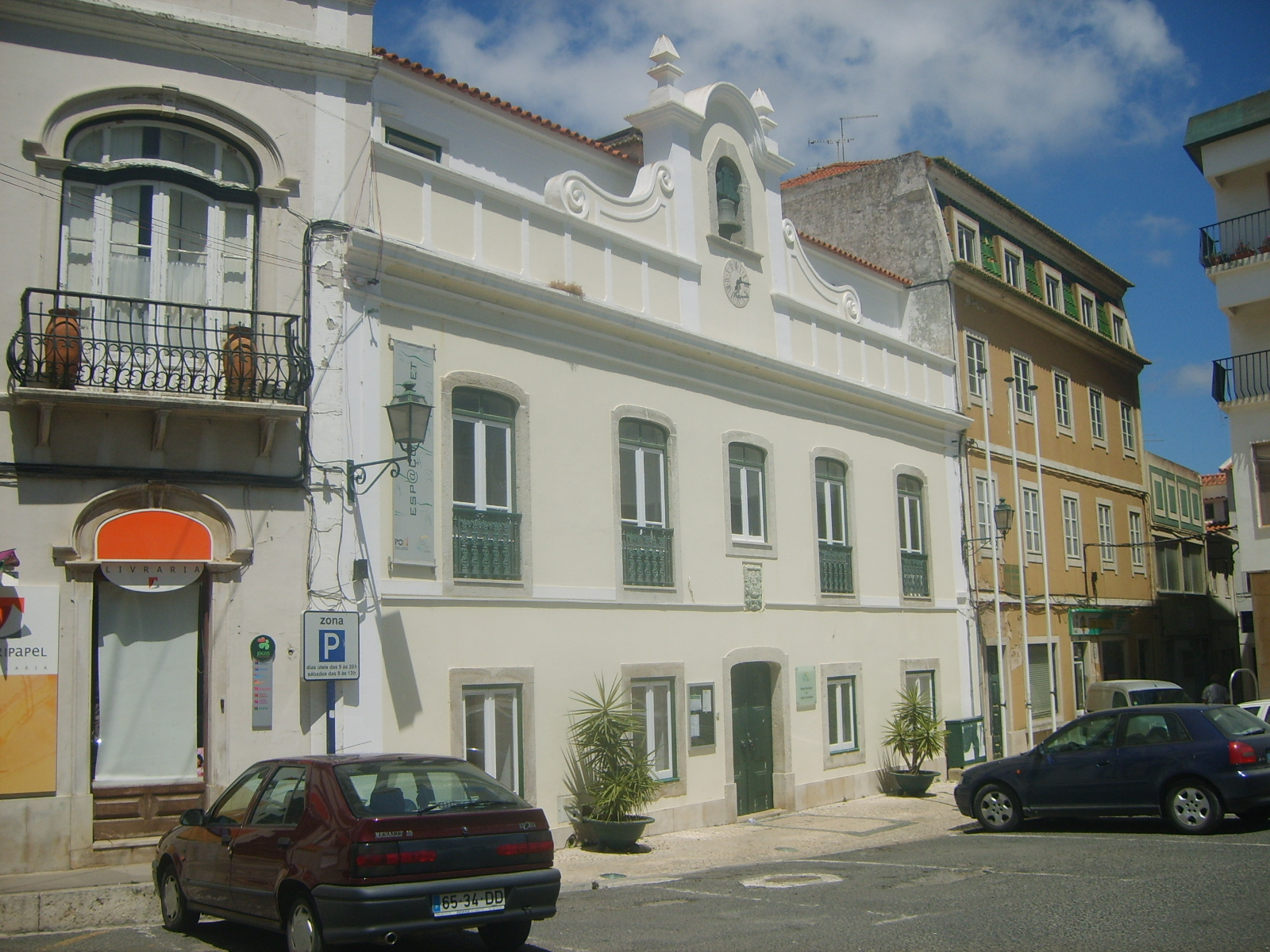
Antiga Câmara ; Espaço Internet
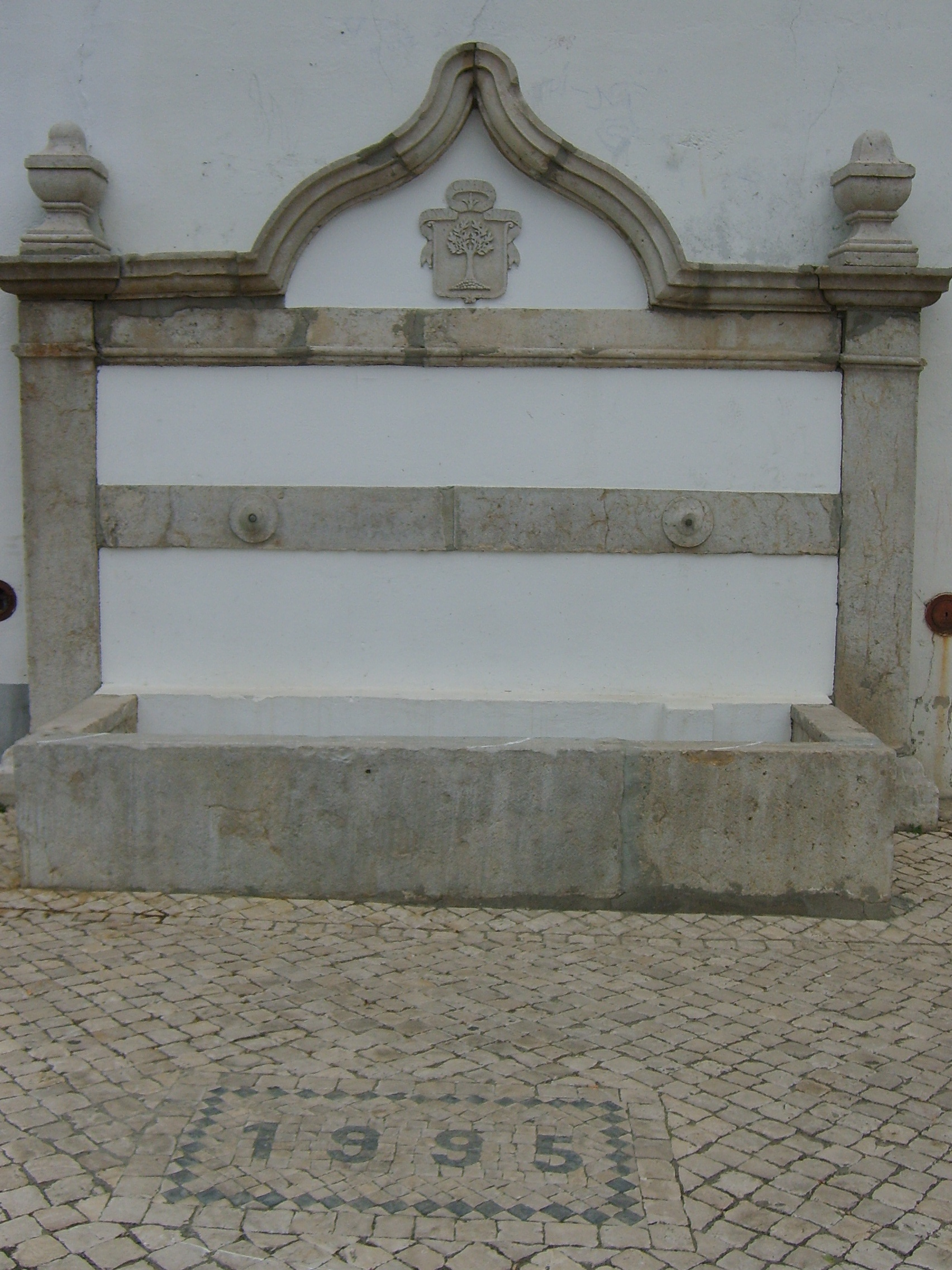
Fonte do século XVII
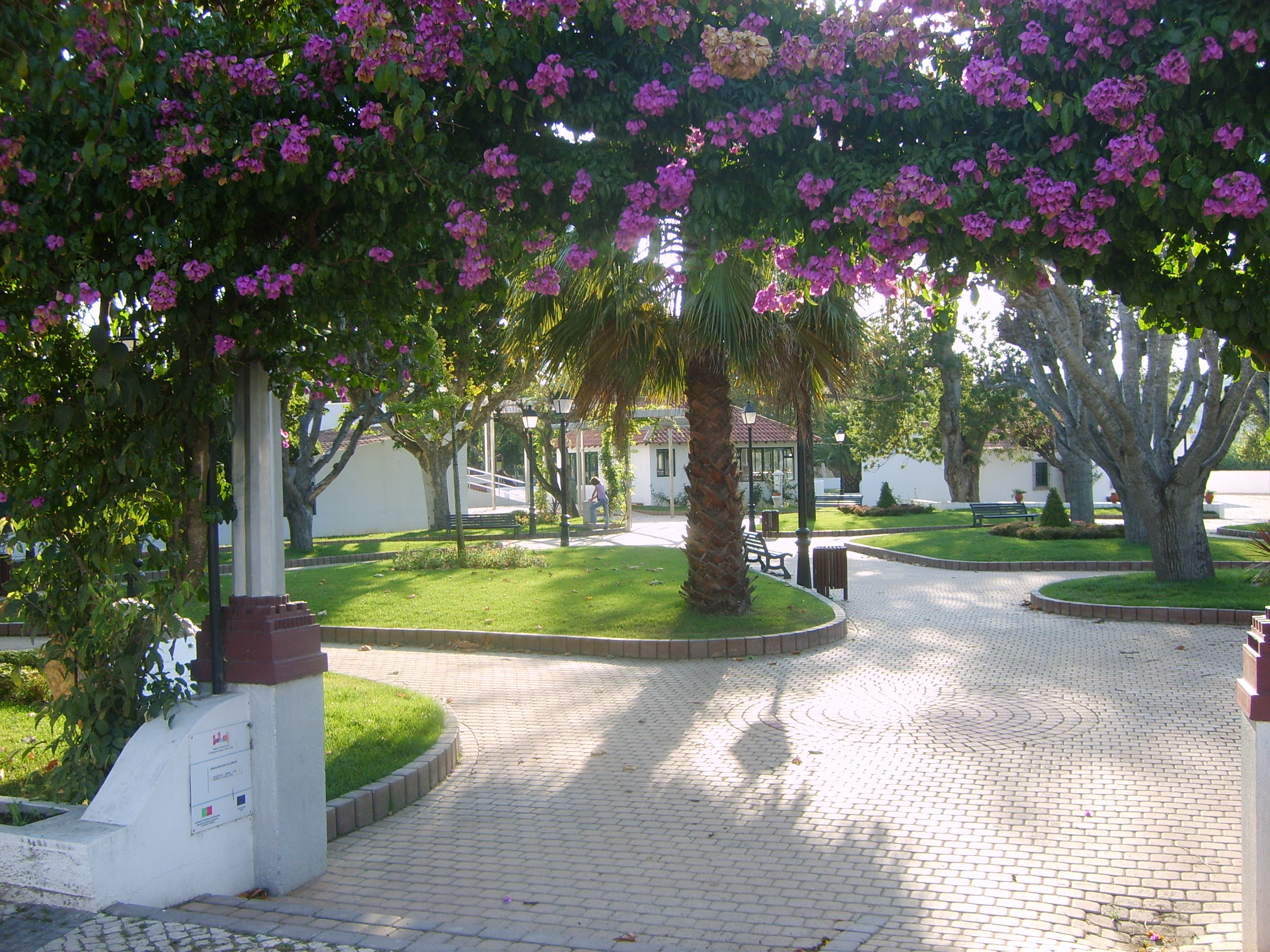
Jardim de Nossa Senhora dos Anjos
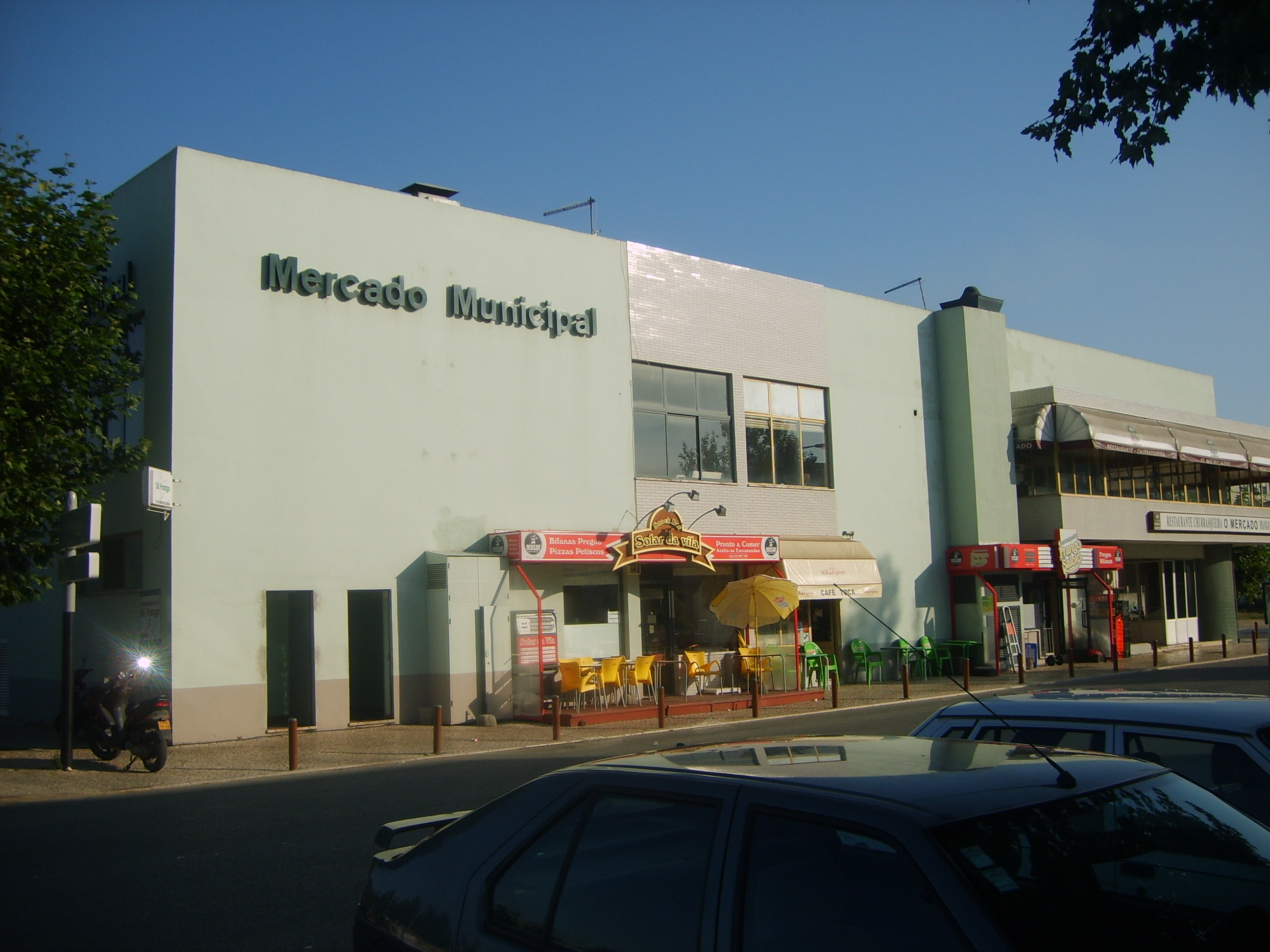
Mercado Municipal
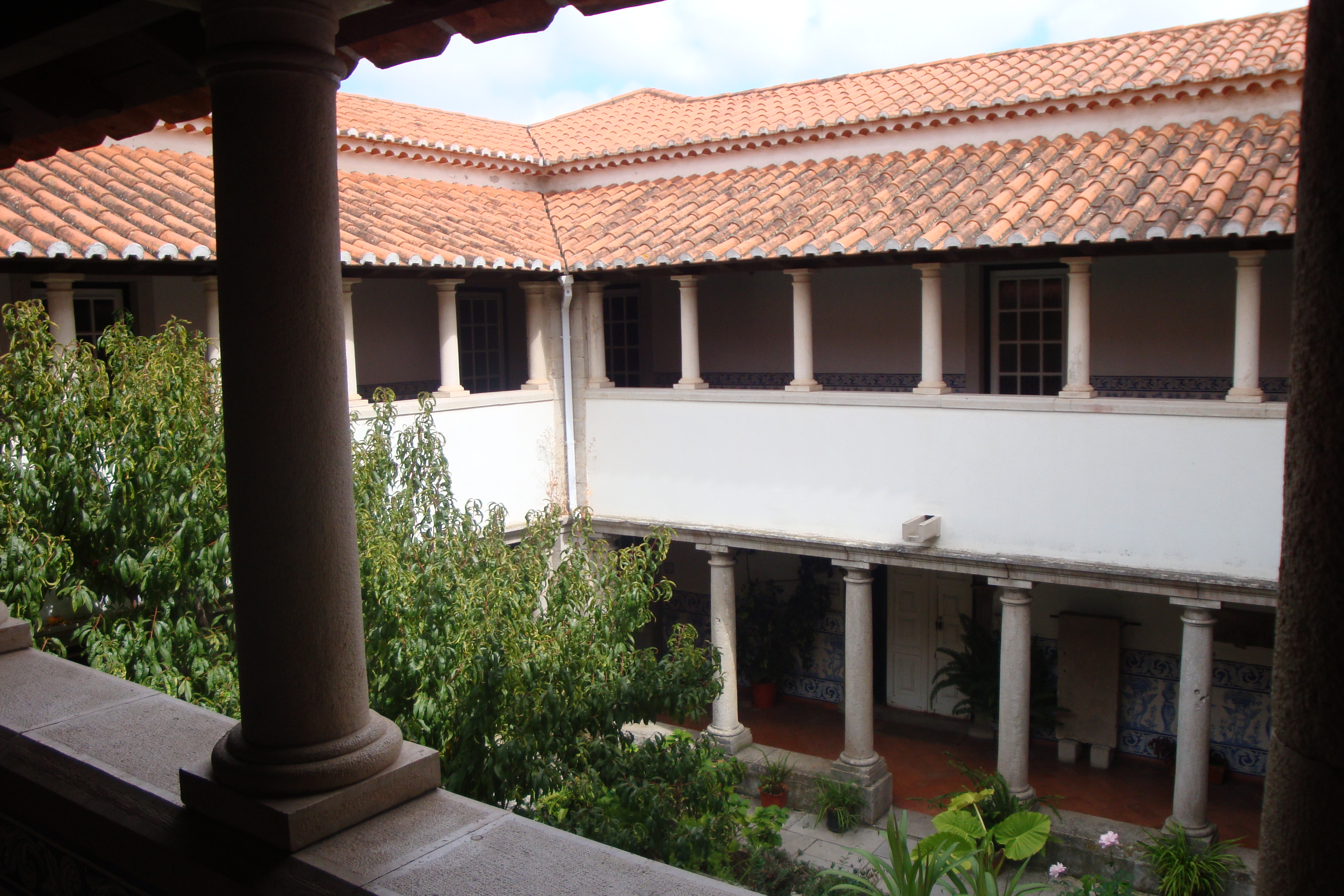
Interior do Convento de Santo António
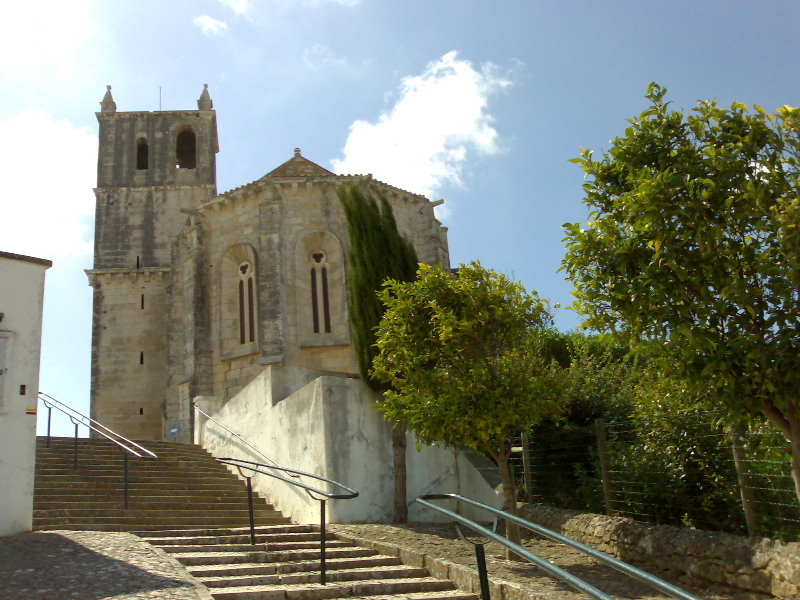
Igreja de Santa Maria do Castelo
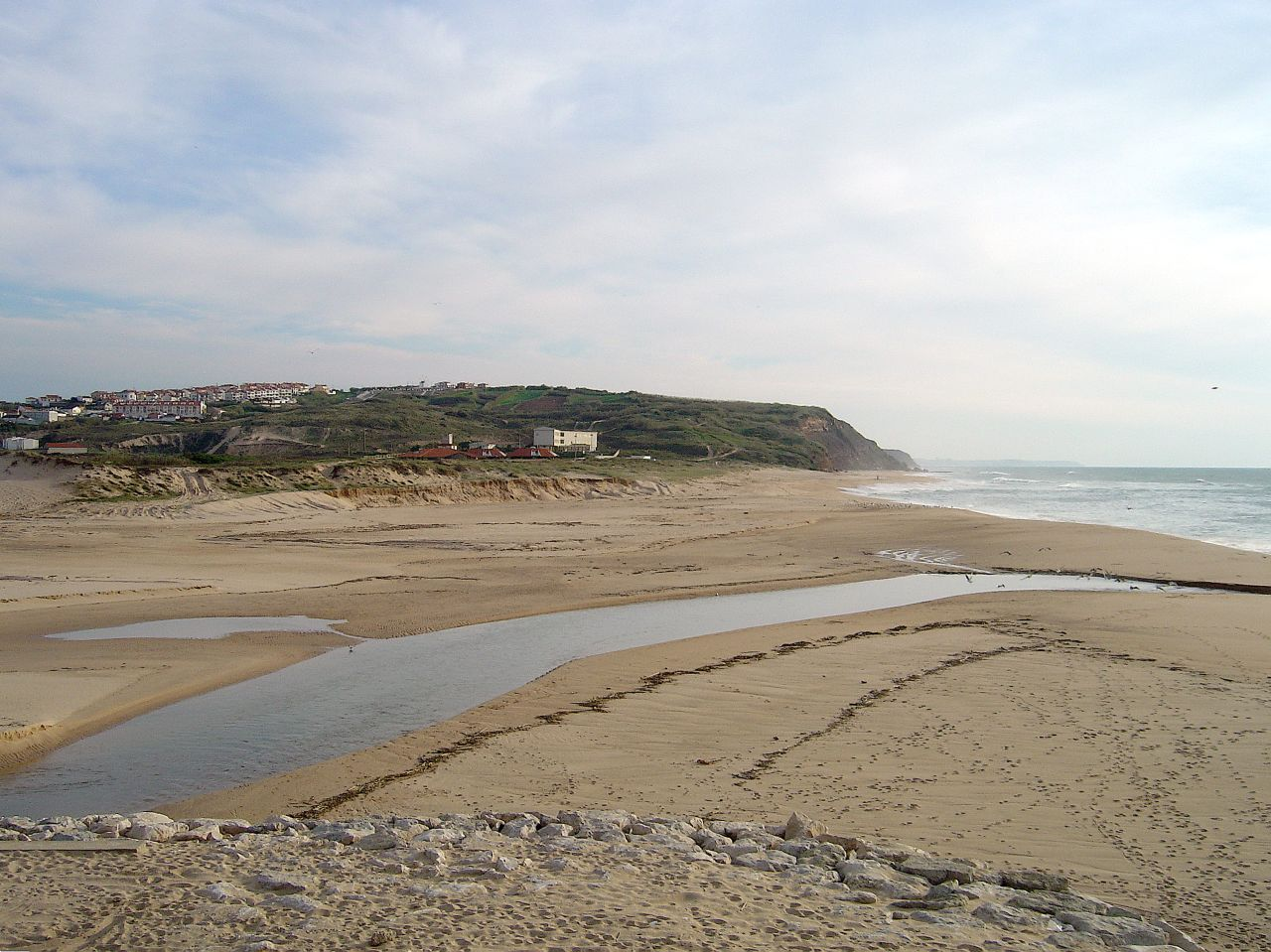
Foz do Rio Grande
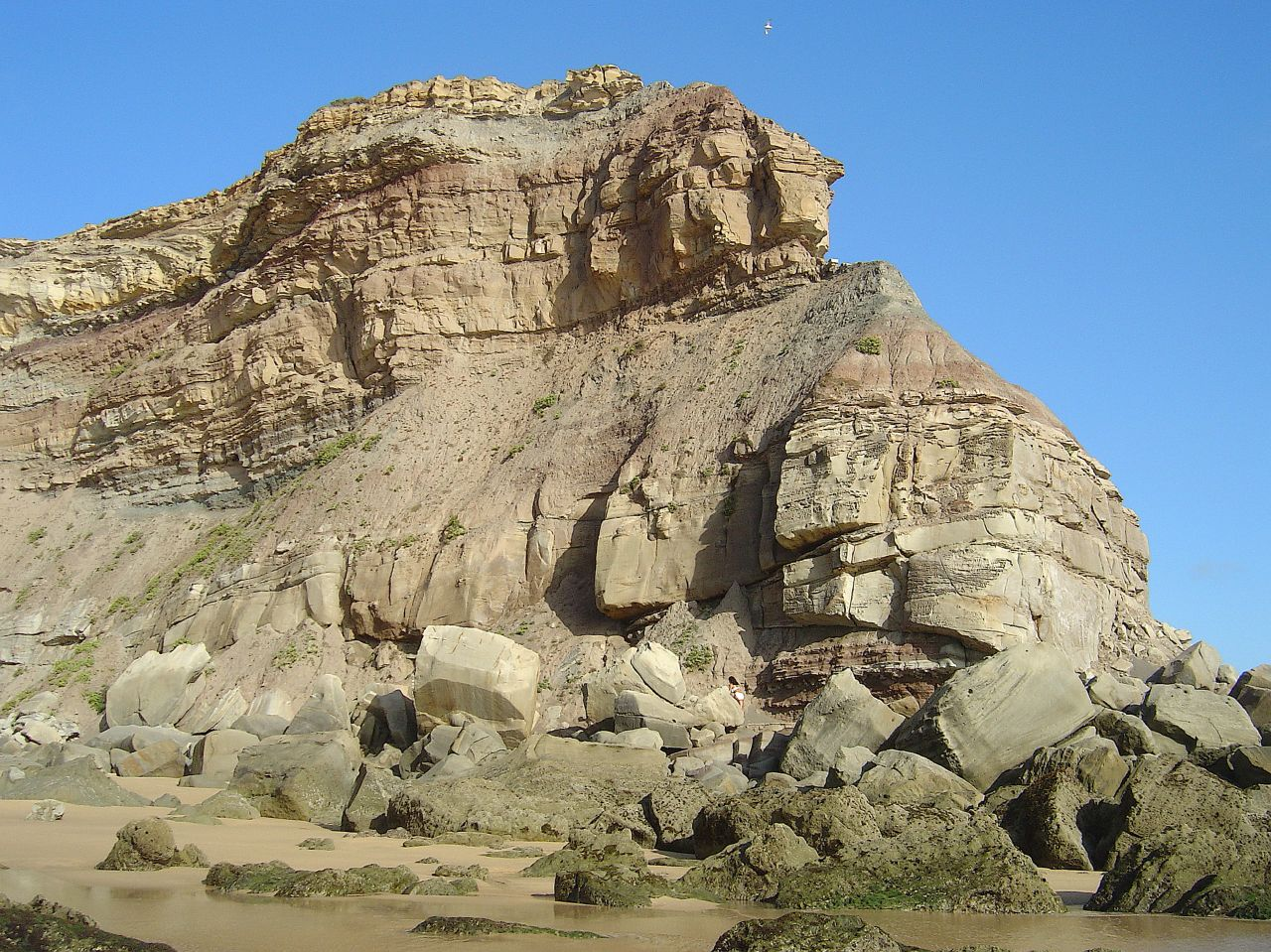
Falésia da Praia do Caniçal